# Dél-Korea a 2000. évi nyári olimpiai játékokon
Dél-Korea az ausztráliai Sydneyben megrendezett 2000. évi nyári olimpiai játékok egyik részt vevő nemzete volt. Az országot az olimpián 26 sportágban 281 sportoló képviselte, akik összesen 28 érmet szereztek.

## Érmesek
| Érem  | Versenyző | Sportág       | Versenyszám             |
| ----- | --- | ------------- | ----------------------- |
| Arany | Szim Gvonho | Birkózás      | Kötöttfogás, 54 kg      |
| Arany | Csang Jongho O Kjomun Kim Cshongthe | Íjászat       | Férfi csapat            |
| Arany | Jun Midzsin | Íjászat       | Női egyéni              |
| Arany | Kim Szunjong Kim Namszun Jun Midzsin | Íjászat       | Női csapat              |
| Arany | Kim Gjonghun | Taekwondo     | Férfi nehézsúly         |
| Arany | Csong Dzseun | Taekwondo     | Női pehelysúly          |
| Arany | I Szonhi | Taekwondo     | Női váltósúlyú          |
| Arany | Kim Jongho | Vívás         | Férfi tőr, egyéni       |
| Ezüst | Kim Inszop | Birkózás      | Kötöttfogás, 58 kg      |
| Ezüst | Mun Idzse | Birkózás      | Szabadfogás, 76 kg      |
| Ezüst | Csong Szokkjong | Cselgáncs     | Férfi légsúly           |
| Ezüst | Cso Incshol | Cselgáncs     | Férfi váltósúly         |
| Ezüst | Nemzeti válogatott Csi Szonghvan Cson Dzsonggvon Cson Dzsongha Han Hjongbe Hvang Dzsonghjon Im Dzsongcshon Im Dzsongu Jo Ungon Kang Gonuk Kim Cshonghvan Kim Dzsongcshol Kim Gjongszok Kim Jongbe Kim Jun Szo Dzsongho Szong Szongthe                                                                    | Gyeplabda     | Férfi                   |
| Ezüst | Kim Namszun | Íjászat       | Női egyéni              |
| Ezüst | Kang Cshohjon | Sportlövészet | Női légpuska            |
| Ezüst | Szin Dzsunszik | Taekwondo     | Férfi pehelysúly        |
| Ezüst | I Dongszu Ju Jongszong | Tollaslabda   | Férfi páros             |
| Ezüst | I Dzsuhjong | Torna         | Férfi korlát            |
| Bronz | Kim Mukjo Ju Dzsihje | Asztalitenisz | Női páros               |
| Bronz | Csang Szongho Csin Philcsung Csong Dehjon Csong Minthe Csong Szugun Hong Szonghun I Pjonggju I Szungho I Szungjop Im Cshangjong Im Szondong Kim Dongdzsu Kim Githe Kim Hanszu Kim Szukjong Kim Thekjun Ku Deszong Pak Csehong Pak Csinman Pak Csongho Pak Kjongvan Pak Szokcsin Szon Minhan Szong Dzsinu | Baseball      | Férfi                   |
| Bronz | Csang Dzseszong | Birkózás      | Szabadfogás, 63 kg      |
| Bronz | Csong Szongszuk | Cselgáncs     | Női váltósúly           |
| Bronz | Cso Minszon | Cselgáncs     | Női középsúly           |
| Bronz | Kim Szonjong | Cselgáncs     | Női nehézsúly           |
| Bronz | Kim Szunjong | Íjászat       | Női egyéni              |
| Bronz | Ha Thekvon Kim Dongmun | Tollaslabda   | Férfi páros             |
| Bronz | I Dzsuhjong | Torna         | Férfi nyújtó            |
| Bronz | I Szanggi | Vívás         | Férfi párbajtőr, egyéni |

## Asztalitenisz
Férfi
| Versenyző                | Versenyszám | Selejtező         | Csoportkör | Csoportkör | 32-es főtábla                                               | Nyolcaddöntő                                                                   | Negyeddöntő                                                                         | Elődöntő                                                       | Döntő                                                                                   | Helyezés |
| Versenyző                | Versenyszám | Ellenfél Eredmény | Ellenfél Eredmény                                                                                                  | Hely.      | Ellenfél Eredmény                                           | Ellenfél Eredmény                                                              | Ellenfél Eredmény                                                                   | Ellenfél Eredmény                                              | Ellenfél Eredmény                                                                       | Helyezés |
| ------------------------ | ----------- | ----------------- | --- | ---------- | ----------------------------------------------------------- | ------------------------------------------------------------------------------ | ----------------------------------------------------------------------------------- | -------------------------------------------------------------- | --------------------------------------------------------------------------------------- | -------- |
| Kim Thekszu              | Egyes       |                   | erőnyerő | erőnyerő   | Timo Boll (GER) · 11–21, 21–15, 18–21, 17–21                | kiesett                                                                        | kiesett                                                                             | kiesett                                                        | kiesett                                                                                 | 17.      |
| I Csholszung             | Egyes       |                   | L csoport · Peter Akinlabi (NGR) · 21–16, 21–10, 21–17 · Slobodan Grujić (SCG) · 21–11, 21–19, 15–21, 14–21, 21–17 | 1.         | Damien Éloi (FRA) · 14–21, 21–11, 6–21, 20–22               | kiesett                                                                        | kiesett                                                                             | kiesett                                                        | kiesett                                                                                 | 17.      |
| Ju Szungmin              | Egyes       |                   | I csoport · Leung Chu Yan (HKG) · 21–9, 22–20, 21–19 · Mark Smythe (AUS) · 21–5, 21–18, 21–17                      | 1.         | Christophe Legoût (FRA) · 15–21, 23–21, 21–10, 23–25, 17–21 | kiesett                                                                        | kiesett                                                                             | kiesett                                                        | kiesett                                                                                 | 17.      |
| I Csholszung Ju Szungmin | Páros       | erőnyerő          | erőnyerő | erőnyerő   |                                                             | Hongkong (HKG) · Cheung Yuk · Leung Chu Yan · 16–21, 21–16, 19–21, 21–9, 21–15 | Tajvan (TPE) · Chang Yen-Shu · Chiang Peng-Lung · 13–21, 21–15, 10–21, 23–21, 21–18 | Kína (CHN) · Wang Liqin · Yan Sen · 12–21, 19–21, 21–17, 18–21 | Franciaország (FRA) · Jean-Philippe Gatien · Patrick Chila · 20–22, 23–21, 19–21, 10–21 | 4.       |
| Kim Thekszu O Szangun    | Páros       | erőnyerő          | erőnyerő | erőnyerő   |                                                             | Jugoszlávia (SCG) · Ilija Lupulesku · Slobodan Grujić · 21–18, 21–18, 21–13    | Kína (CHN) · Kong Linghui · Liu Guoliang · 18–21, 9–21, 21–10, 10–21                | kiesett                                                        | kiesett                                                                                 | 5.       |

Női
| Versenyző            | Versenyszám | Selejtező         | Csoportkör                                                                                    | Csoportkör | 32-es főtábla                                            | Nyolcaddöntő                                                                             | Negyeddöntő                                                                        | Elődöntő                                                          | Döntő | Helyezés |
| Versenyző            | Versenyszám | Ellenfél Eredmény | Ellenfél Eredmény                                                                             | Hely.      | Ellenfél Eredmény                                        | Ellenfél Eredmény                                                                        | Ellenfél Eredmény                                                                  | Ellenfél Eredmény                                                 | Ellenfél Eredmény                                                                                        | Helyezés |
| -------------------- | ----------- | ----------------- | --------------------------------------------------------------------------------------------- | ---------- | -------------------------------------------------------- | ---------------------------------------------------------------------------------------- | ---------------------------------------------------------------------------------- | ----------------------------------------------------------------- | --- | -------- |
| Ju Dzsihje           | Egyes       |                   | erőnyerő                                                                                      | erőnyerő   | Gao Jun (USA) · 21–17, 15–21, 21–15, 21–10               | Konisi An (JPN) · 21–17, 22–20, 15–21, 17–21, 22–20                                      | Li Ju (CHN) · 21–12, 14–21, 19–21, 5–21                                            | kiesett                                                           | kiesett                                                                                                  | 5.       |
| Szog Unmi            | Egyes       |                   | erőnyerő                                                                                      | erőnyerő   | Otilia Bădescu (ROU) · 19–21, 21–18, 15–21, 21–10, 23–21 | Qianhong Gotsch (GER) · 21–17, 17–21, 21–19, 17–21, 19–21                                | kiesett                                                                            | kiesett                                                           | kiesett                                                                                                  | 9.       |
| I Unszil             | Egyes       |                   | C csoport · Tawny Banh (USA) · 21–7, 21–8, 21–17 · Xiao-Xiao Wang (CAN) · 21–18, 21–12, 21–13 | 1.         | Kojama Csire (JPN) · 21–10, 24–22, 21–14                 | kiesett                                                                                  | kiesett                                                                            | kiesett                                                           | kiesett                                                                                                  | 17.      |
| Kim Mukjo Ju Dzsihje | Páros       | erőnyerő          | erőnyerő                                                                                      | erőnyerő   |                                                          | Japán (JPN) · Fudzsinuma Ai · Konisi An · 21–13, 21–11, 21–5                             | Románia (ROU) · Mihaela Şteff · Otilia Bădescu · 21–18, 20–22, 21–14, 23–25, 21–19 | Kína (CHN) · Li Ju · Vang Nan · 21–17, 15–21, 21–15, 14–21, 22–24 | Bronzmérkőzés · Magyarország (HUN) · Bátorfi Csilla · Tóth Krisztina · 21–18, 21–19, 22–24, 19–21, 21–19 |          |
| I Unszil Szog Unmi   | Páros       | erőnyerő          | erőnyerő                                                                                      | erőnyerő   |                                                          | Fehéroroszország (BLR) · Taccjana Kasztramina · Viktorija Pavlavics · 21–4, 21–14, 21–15 | Magyarország (HUN) · Bátorfi Csilla · Tóth Krisztina · 19–21, 16–21, 21–23         | kiesett                                                           | kiesett                                                                                                  | 5.       |

## Atlétika
Férfi
| Versenyző     | Versenyszám     | Előfutam | Előfutam | Előfutam | Elődöntő | Elődöntő | Elődöntő | Döntő   | Döntő    |
| Versenyző     | Versenyszám     | Idő      | Hely.    | Össz.    | Idő      | Hely.    | Össz.    | Idő     | Helyezés |
| ------------- | --------------- | -------- | -------- | -------- | -------- | -------- | -------- | ------- | -------- |
| Kim Szunhjong | 800 m           | 1:48,49  | 7.       | 40.      | kiesett  | kiesett  | kiesett  | kiesett | kiesett  |
| I Bongdzsu    | Maraton         |          |          |          |          |          |          | 2:17:57 | 24.      |
| Csong Namgjun | Maraton         |          |          |          |          |          |          | 2:22:23 | 45.      |
| Pek Szungdo   | Maraton         |          |          |          |          |          |          | 2:28:25 | 65.      |
| I Dujon       | 400 m gát       | 52,61    | 8.       | 58.      | kiesett  | kiesett  | kiesett  | kiesett | kiesett  |
| Szin Iljong   | 20 km gyaloglás |          |          |          |          |          |          | 1:26:22 | 30.      |

| Versenyző      | Versenyszám   | Selejtező             | Selejtező             | Döntő    | Döntő    |
| Versenyző      | Versenyszám   | Eredmény              | Helyezés              | Eredmény | Helyezés |
| -------------- | ------------- | --------------------- | --------------------- | -------- | -------- |
| I Dzsinthek    | Magasugrás    | 220 cm                | 21.*                  | kiesett  | kiesett  |
| Szong Hidzsun  | Távolugrás    | érvényes ugrás nélkül | érvényes ugrás nélkül | kiesett  | kiesett  |
| Szong Donghjon | Gerelyhajítás | 70,48 m               | 31.                   | kiesett  | kiesett  |

Női
| Versenyző    | Versenyszám     | Eredmény | Helyezés |
| ------------ | --------------- | -------- | -------- |
| O Midzsa     | Maraton         | 2:38:42  | 34.      |
| Kim Midzsong | 20 km gyaloglás | 1:36:09  | 25.      |

| Versenyző   | Versenyszám   | Selejtező | Selejtező | Döntő    | Döntő    |
| Versenyző   | Versenyszám   | Eredmény  | Helyezés  | Eredmény | Helyezés |
| ----------- | ------------- | --------- | --------- | -------- | -------- |
| I Mjongszon | Súlylökés     | 17,44 m   | 15.       | kiesett  | kiesett  |
| I Jongszon  | Gerelyhajítás | 49,84 m   | 33.       | kiesett  | kiesett  |

* - egy másik versenyzővel azonos eredményt ért el

## Baseball
| Dél-koreai baseballcsapat-játékoskeret | Dél-koreai baseballcsapat-játékoskeret |
| --- | --- |
| - Csang Szongho - Csin Philcsung - Csong Dehjon - Csong Minthe - Csong Szugun - Hong Szonghun - I Pjonggju - I Szungho - I Szungjop - Im Cshangjong - Im Szondong - Kim Dongdzsu | - Kim Githe - Kim Hanszu - Kim Szukjong - Kim Thekjun - Ku Deszong - Pak Csehong - Pak Csinman - Pak Csongho - Pak Kjongvan - Pak Szokcsin - Szon Minhan - Szong Dzsinu |

### Eredmények
Csoportkör
| Csapat                  | M | Gy | V | P+ | P– | Pk  |
| ----------------------- | - | -- | - | -- | -- | --- |
| Kuba                    | 7 | 6  | 1 | 50 | 17 | +33 |
| Egyesült Államok        | 7 | 6  | 1 | 42 | 14 | +28 |
| Dél-Korea               | 7 | 4  | 3 | 40 | 26 | +14 |
| Japán                   | 7 | 4  | 3 | 41 | 23 | +18 |
| Hollandia               | 7 | 3  | 4 | 19 | 29 | –10 |
| Olaszország             | 7 | 2  | 5 | 33 | 43 | –10 |
| Ausztrália              | 7 | 2  | 5 | 30 | 41 | –11 |
| Dél-afrikai Köztársaság | 7 | 1  | 6 | 11 | 73 | –62 |

| 2000. szeptember 17. 18:30 |  | Dél-Korea (KOR) | 10–2 | Olaszország |  |  |
| 2000. szeptember 17. 18:30 |  |                 |      |             |  |  |

| 2000. szeptember 18. 12:30 |  | Ausztrália (AUS) | 5–3 | Dél-Korea |  |  |
| 2000. szeptember 18. 12:30 |  |                  |     |           |  |  |

| 2000. szeptember 19. 19:30 |  | Kuba (CUB) | 6–5 | Dél-Korea |  |  |
| 2000. szeptember 19. 19:30 |  |            |     |           |  |  |

| 2000. szeptember 20. |  | Dél-Korea (KOR) | 0–4 | Egyesült Államok |  |  |
| 2000. szeptember 20. |  |                 |     |                  |  |  |

| 2000. szeptember 22. 11:30 |  | Hollandia (NED) | 0–2 | Dél-Korea |  |  |
| 2000. szeptember 22. 11:30 |  |                 |     |           |  |  |

| 2000. szeptember 23. 12:30 |  | Dél-Korea (KOR) | 7–6 | Japán |  |  |
| 2000. szeptember 23. 12:30 |  |                 |     |       |  |  |

| 2000. szeptember 24. 12:30 |  | Dél-afrikai Köztársaság (RSA) | 3–13 | Dél-Korea |  |  |
| 2000. szeptember 24. 12:30 |  |                               |      |           |  |  |

Elődöntő
| 2000. szeptember 26. 19:30 |  | Dél-Korea (KOR) | 2–3 | Egyesült Államok |  |  |
| 2000. szeptember 26. 19:30 |  |                 |     |                  |  |  |

Bronzmérkőzés
| 2000. szeptember 27. 12:30 |  | Japán (JPN) | 1–3 | Dél-Korea |  |  |
| 2000. szeptember 27. 12:30 |  |             |     |           |  |  |

| Csapat          | Helyezés |
| --------------- | -------- |
| Dél-Korea (KOR) |          |

## Birkózás
Kötöttfogású
| Versenyző      | Versenyszám | Csoportkör                                                                                           | Csoportkör | Negyeddöntő                      | Elődöntő                   | Bronz- mérkőzés                                         | Döntő                       | Helyezés |
| Versenyző      | Versenyszám | Ellenfél Eredmény                                                                                    | Hely.      | Ellenfél Eredmény                | Ellenfél Eredmény          | Ellenfél Eredmény                                       | Ellenfél Eredmény           | Helyezés |
| -------------- | ----------- | --- | ---------- | -------------------------------- | -------------------------- | ------------------------------------------------------- | --------------------------- | -------- |
| Szim Gvonho    | 54 kg       | 2. csoport · Rakimzsan Aszembekov (KAZ) · 2-2 · Dariusz Jabłoński (POL) · 10-0                       | 1.         | Alfred Ter-Mkrtchyan (GER) · 6-4 | Kang Jonggjun (PRK) · 10-0 |                                                         | Lázaro Rivas (CUB) · 8-0    |          |
| Kim Inszop     | 58 kg       | 1. csoport · Dilshod Aripov (UZB) · 4-2 · Jurij Melnyicsenko (KAZ) · 6-0                             | 1.         | Ali Ashkani (IRI) · 3-1          | Sheng Zetian (CHN) · 4-0   |                                                         | Armen Nazarjan (BUL) · 3-10 |          |
| Cshö Szangszon | 63 kg       | 2. csoport · Kevin Bracken (USA) · 5-12 · Riccardo Magni (ITA) · 5-1                                 | 2.         | kiesett                          | kiesett                    | kiesett                                                 | kiesett                     | 11.      |
| Szon Szangphil | 69 kg       | 1. csoport · Adam Juretzko (GER) · 12-0 · Mattias Schoberg (SWE) · 4-0                               | 1.         | Filiberto Azcuy (CUB) · 2-9      |                            | Az 5. helyért · İslam Duqiçiyev (AZE) · mérkőzés nélkül |                             | 5.       |
| Kim Dzsinszu   | 76 kg       | 1. csoport · Nazmi Avluca (TUR) · 3-1 · Xviça Biçinaşvili (AZE) · 3-2                                | 1.         | Marko Yli-Hannuksela (FIN) · 0-3 |                            | Az 5. helyért · Ara Abrahamian (SWE) · 9-0              |                             | 5.       |
| Pag U          | 97 kg       | 5. csoport · Konsztandínosz Thánosz (GRE) · 0-3 · Urs Bürgler (SUI) · 0-1 · Ben Vincent (AUS) · 11-0 | 3.         | kiesett                          | kiesett                    | kiesett                                                 | kiesett                     | 10.      |

Szabadfogású
| Versenyző       | Versenyszám | Csoportkör                                                                                       | Csoportkör | Negyeddöntő                 | Elődöntő                      | Bronz- mérkőzés                                        | Döntő             | Helyezés |
| Versenyző       | Versenyszám | Ellenfél Eredmény                                                                                | Hely.      | Ellenfél Eredmény           | Ellenfél Eredmény             | Ellenfél Eredmény                                      | Ellenfél Eredmény | Helyezés |
| --------------- | ----------- | ------------------------------------------------------------------------------------------------ | ---------- | --------------------------- | ----------------------------- | ------------------------------------------------------ | ----------------- | -------- |
| Mun Mjongszik   | 54 kg       | 1. csoport · Sammie Henson (USA) · 0-10 · Tanabe Csikara (JPN) · 2-8                             | 3.         | kiesett                     | kiesett                       | kiesett                                                | kiesett           | 17.      |
| Csang Dzseszong | 63 kg       | 6. csoport · Şamil Əfəndiyev (AZE) · 6-1 · Štefan Fernyák (SVK) · 13-3 · Musa Ilhan (AUS) · 10-0 | 1.         | erőnyerő                    | Murad Umahanov (RUS) · 4-4    | Mohammad Talaei (IRI) · 12-2                           |                   |          |
| Mun Idzse       | 76 kg       | 5. csoport · Alik Muzajev (UKR) · 5-1 · Marcin Jurecki (POL) · 5-1 · Rein Ozoline (AUS) · 11-0   | 1.         | erőnyerő                    | Alexander Leipold (GER) · 1-4 | Adem Bereket (TUR) · 3-0                               |                   | *        |
| Jang Hjongmo    | 85 kg       | 4. csoport · Makharbek Khadartsev (UZB) · 3-2 · Ali Özen (TUR) · 5-2                             | 1.         | Adam Szajtyijev (RUS) · 0-5 |                               | Az 5. helyért · Charles Burton (USA) · mérkőzés nélkül |                   | 6.       |

* - Az eredetileg első helyen végzett német Alexander Leipoldot utólag kizárták.

## Cselgáncs
Férfi
| Versenyző       | Versenyszám  | Selejtező                            | 32-es főtábla                         | Nyolcaddöntő                             | Negyeddöntő                       | Elődöntő                            | Vigaszág első kör                 | Vigaszág negyeddöntő               | Vigaszág elődöntő                 | Bronz- mérkőzés                         | Döntő                             | Helyezés    |
| Versenyző       | Versenyszám  | Ellenfél Eredmény                    | Ellenfél Eredmény                     | Ellenfél Eredmény                        | Ellenfél Eredmény                 | Ellenfél Eredmény                   | Ellenfél Eredmény                 | Ellenfél Eredmény                  | Ellenfél Eredmény                 | Ellenfél Eredmény                       | Ellenfél Eredmény                 | Helyezés    |
| --------------- | ------------ | ------------------------------------ | ------------------------------------- | ---------------------------------------- | --------------------------------- | ----------------------------------- | --------------------------------- | ---------------------------------- | --------------------------------- | --------------------------------------- | --------------------------------- | ----------- |
| Csong Szokkjong | Légsúly      | erőnyerő                             | Nest'or Khergiani (GEO) · 1110-0001   | Dorjpalamyn Narmandakh (MGL) · 1020-0001 | Bazarbek Donbaj (KAZ) · 1001-0000 | Alisher Mukhtarov (UZB) · 0010-0000 |                                   |                                    |                                   |                                         | Nomura Tadahiro (JPN) · 0000-1000 |             |
| Han Dzsihvan    | Harmatsúly   | Larbi Ben Boudaoud (FRA) · 0000-1010 |                                       |                                          |                                   |                                     | Jorge Quintanal (GUA) · 0002-0001 | David Somerville (GBR) · 1001-0000 | Kiyoshi Uematsu (ESP) · 0010-0001 | Georgios Vazagkasvili (GEO) · 0010-1100 |                                   | 7.          |
| Cshö Jongszin   | Könnyűsúly   | Szagdat Szadikov (KGZ) · 1001-0000   | Jimmy Pedro (USA) · 0010-0001         | Sebastián Alquati (ARG) · 0110-0001      | Nakamura Kenzó (JPN) · 1010-0001  | Tiago Camilo (BRA) · 0001-1000      |                                   |                                    |                                   | Vsevolods Zeļonijs (LAT) · 0000-1000    |                                   | 5.          |
| Cso Incshol     | Váltósúly    | erőnyerő                             | José Figueroa (PUR) · 1110-0001       | Florian Wanner (GER) · 1001-0000         | Aleksei Budõlin (EST) · 0100-0020 | Nuno Delgado (POR) · 0110-0100      |                                   |                                    |                                   |                                         | Takimoto Makoto (JPN) · 0001-0021 |             |
| Ju Szongjon     | Középsúly    |                                      | Kamol Muradov (UZB) · 1001-0001       | Eduardo Costa (ARG) · 0100-1021          | kiesett                           | kiesett                             |                                   |                                    |                                   |                                         |                                   | helyezetlen |
| Csang Szongho   | Félnehézsúly | erőnyerő                             | Sami Belgroun (ALG) · 0111-1000       | kiesett                                  | kiesett                           | kiesett                             |                                   |                                    |                                   |                                         |                                   | helyezetlen |
| Ko Kjongdu      | Nehézsúly    | erőnyerő                             | Harry Van Barneveld (BEL) · 0001-1100 | kiesett                                  | kiesett                           | kiesett                             |                                   |                                    |                                   |                                         |                                   | helyezetlen |

Női
| Versenyző       | Versenyszám  | Selejtező                              | Nyolcaddöntő                    | Negyeddöntő                     | Elődöntő                          | Vigaszág első kör                  | Vigaszág negyeddöntő                | Vigaszág elődöntő                | Bronz- mérkőzés                  | Döntő             | Helyezés    |
| Versenyző       | Versenyszám  | Ellenfél Eredmény                      | Ellenfél Eredmény               | Ellenfél Eredmény               | Ellenfél Eredmény                 | Ellenfél Eredmény                  | Ellenfél Eredmény                   | Ellenfél Eredmény                | Ellenfél Eredmény                | Ellenfél Eredmény | Helyezés    |
| --------------- | ------------ | -------------------------------------- | ------------------------------- | ------------------------------- | --------------------------------- | ---------------------------------- | ----------------------------------- | -------------------------------- | -------------------------------- | ----------------- | ----------- |
| Pak Szongdzsa   | Légsúly      | Laura Moise (ROU) · 0000-1000          | kiesett                         | kiesett                         | kiesett                           |                                    |                                     |                                  |                                  |                   | helyezetlen |
| Csang Dzseszim  | Harmatsúly   | Narazaki Noriko (JPN) · 0000-1001      |                                 |                                 |                                   | Luce Baillargeon (CAN) · 0001-1001 | kiesett                             | kiesett                          | kiesett                          |                   | 13.         |
| Csong Szongszuk | Váltósúly    | Séverine Vandenhende (FRA) · 0011-1001 |                                 |                                 |                                   | Sophie Roberge (CAN) · 1001-0000   | Celita Schutz (USA) · 0011-0010     | Saida Dhahri (TUN) · 0001-0000   | Jenny Gal (ITA) · 0000-0000      |                   |             |
| Cso Minszon     | Középsúly    | erőnyerő                               | Ylenia Scapin (ITA) · 0010-0001 | Julija Kuzina (RUS) · 1000-0000 | Sibelis Veranes (CUB) · 0010-0011 |                                    |                                     |                                  | Ulla Werbrouck (BEL) · 0100-0000 |                   |             |
| I Szojon        | Félnehézsúly | erőnyerő                               | Uta Kühnen (GER) · 0020-0020    | Céline Lebrun (FRA) · 0000-0000 |                                   |                                    | Esther San Miguel (ESP) · 1000-0000 | Simona Richter (ROU) · 0100-0100 | kiesett                          |                   | 7.          |
| Kim Szonjong    | Nehézsúly    | Daima Beltrán (CUB) · 0000-0201        |                                 |                                 |                                   | Caroline Curren (AUS) · 1000-0000  | Brigitte Olivier (BEL) · 1100-0000  | Irina Rogyina (RUS) · 0001-0000  | Sandra Köppen (GER) · 0010-0010  |                   |             |

## Evezés
Férfi
| Versenyző | Versenyszám  | Előfutam | Előfutam | Vigaszág | Vigaszág | Elődöntő | Elődöntő | Elődöntő | Döntő | Döntő   | Döntő | Helyezés |
| Versenyző | Versenyszám  | Idő      | Hely.    | Idő      | Hely.    | Típus    | Idő      | Hely.    | Típus | Idő     | Hely. | Helyezés |
| --------- | ------------ | -------- | -------- | -------- | -------- | -------- | -------- | -------- | ----- | ------- | ----- | -------- |
| I Inszu   | Egypárevezős | 7:53,84  | 6.       | 7:45,76  | 5.       | C/D      | 7:40,03  | 6.       | D     | 7:37,61 | 4.    | 21.      |

Női
| Versenyző                | Versenyszám              | Előfutam | Előfutam | Vigaszág | Vigaszág | Elődöntő | Elődöntő | Elődöntő | Döntő | Döntő   | Döntő | Helyezés |
| Versenyző                | Versenyszám              | Idő      | Hely.    | Idő      | Hely.    | Típus    | Idő      | Hely.    | Típus | Idő     | Hely. | Helyezés |
| ------------------------ | ------------------------ | -------- | -------- | -------- | -------- | -------- | -------- | -------- | ----- | ------- | ----- | -------- |
| Mun Hejong Im Dzsinmjong | Könnyűsúlyú kétpárevezős | 8:00,45  | 6.       | 7:55,74  | 5.       |          |          |          | C     | 7:42,07 | 5.    | 17.      |

## Gyeplabda

### Férfi
| Dél-koreai férfi gyeplabdacsapat-játékoskeret                                                                               | Dél-koreai férfi gyeplabdacsapat-játékoskeret                                                                          |
| --- | --- |
| - Csi Szonghvan - Cson Dzsonggvon - Cson Dzsongha - Han Hjongbe - Hvang Dzsonghjon - Im Dzsongcshon - Im Dzsongu - Jo Ungon | - Kang Gonuk - Kim Cshonghvan - Kim Dzsongcshol - Kim Gjongszok - Kim Jongbe - Kim Jun - Szo Dzsongho - Szong Szongthe |

#### Eredmények
Csoportkör
B csoport
| Csapat              | M | Gy | D | V | G+ | G– | Gk | P  |
| ------------------- | - | -- | - | - | -- | -- | -- | -- |
| Ausztrália (AUS)    | 5 | 3  | 2 | 0 | 12 | 6  | +6 | 11 |
| Dél-Korea (KOR)     | 5 | 2  | 2 | 1 | 9  | 7  | +2 | 8  |
| India (IND)         | 5 | 2  | 2 | 1 | 9  | 7  | +2 | 8  |
| Argentína (ARG)     | 5 | 1  | 2 | 2 | 13 | 13 | 0  | 5  |
| Lengyelország (POL) | 5 | 1  | 2 | 2 | 12 | 14 | –2 | 4  |
| Spanyolország (ESP) | 5 | 0  | 2 | 3 | 7  | 15 | –8 | 2  |

| 2000. szeptember 16. 18:30 | Spanyolország (ESP) | 1–1   | Dél-Korea (KOR)    | Játékvezetők: Peter von Reth (NED), Sumesh Putra (CAN) |
| 2000. szeptember 16. 18:30 | Amat 2'             | (1–1) | Szong Szongthe 29' | Játékvezetők: Peter von Reth (NED), Sumesh Putra (CAN) |

| 2000. szeptember 19. 18:30 | Argentína (ARG) | 2–2   | Dél-Korea (KOR)                 | Játékvezetők: Sumesh Putra (CAN), Richard Wolter (GER) |
| 2000. szeptember 19. 18:30 | Lombi 5', 67'   | (1–1) | Jo Ungon 7' · Csi Szonghvan 63' | Játékvezetők: Sumesh Putra (CAN), Richard Wolter (GER) |

| 2000. szeptember 21. 8:30 | Dél-Korea (KOR)                     | 2–0   | India (IND) | Játékvezetők: Ray O′Connor (IRL), Peter von Roth (NED) |
| 2000. szeptember 21. 8:30 | Szong Szongthe 28' · Kang Gonuk 42' | (1–0) |             | Játékvezetők: Ray O′Connor (IRL), Peter von Roth (NED) |

| 2000. szeptember 24. 21:00 | Lengyelország (POL)        | 2–3   | Dél-Korea (KOR)                                             | Játékvezetők: Christian Siebrecht (GER), Jason McCracken (NZL) |
| 2000. szeptember 24. 21:00 | Grotowski 53' · Mikula 62' | (0–2) | Cson Dzsonggvon 11' · Kang Gonuk 18' · Hvang Dzsonghjon 37' | Játékvezetők: Christian Siebrecht (GER), Jason McCracken (NZL) |

| 2000. szeptember 26. 13:30 | Ausztrália (AUS)         | 2–1   | Dél-Korea (KOR)   | Játékvezetők: Peter von Roth (NED), Richard Wolter (GER) |
| 2000. szeptember 26. 13:30 | Victory 35+' · Stacy 62' | (1–1) | Szong Szongthe 8' | Játékvezetők: Peter von Roth (NED), Richard Wolter (GER) |

Elődöntő
| 2000. szeptember 28. 14:00 | Pakisztán (PAK) | 0–1   | Dél-Korea (KOR)    | State Hockey Centre, Sydney Játékvezetők: Peter von Reth (NED), Christian Siebrecht (GER) |
| 2000. szeptember 28. 14:00 |                 | (0–0) | Szong Szongthe 57' | State Hockey Centre, Sydney Játékvezetők: Peter von Reth (NED), Christian Siebrecht (GER) |

Döntő
| 2000. szeptember 30. 20:00 | Dél-Korea (KOR)                                                        | 3–3 (h. u.) | Hollandia (NED)                               | Játékvezetők: Santiago Deo (ESP), Christian Siebrecht (GER) |
| 2000. szeptember 30. 20:00 | Szong Szongthe 9' · Kim Gjongszok 66' · Kang Gonuk 68'                 | (1–1, 3–3)  | Veen 20', 38', 64'                            | Játékvezetők: Santiago Deo (ESP), Christian Siebrecht (GER) |
| 2000. szeptember 30. 20:00 | Büntetőpárbaj:                                                         |             |                                               | Játékvezetők: Santiago Deo (ESP), Christian Siebrecht (GER) |
| 2000. szeptember 30. 20:00 | Cson Dzsongha · Jo Ungon · Szong Szongthe · Kim Gjongszok · Kang Gonuk | 4 – 5       | Lomans · Geeris · van Pelt · Eikelboom · Veen | Játékvezetők: Santiago Deo (ESP), Christian Siebrecht (GER) |

| Csapat          | Helyezés |
| --------------- | -------- |
| Dél-Korea (KOR) |          |

### Női
| Dél-koreai női gyeplabdacsapat-játékoskeret                                                             | Dél-koreai női gyeplabdacsapat-játékoskeret                                                                       |
| --- | --- |
| - Cso Bora - Csong Hangdzsu - I Szonhva - I Unjong - Ju Hidzsu - Kim Mihjon - Kim Mjongok - Kim Szongun | - Kim Szudzsong - Kim Undzsin - O Goun - O Szungszin - Pag Ungjong - Pak Jongszuk - Pang Dzsinhjok - Szin Mikjong |

#### Eredmények
Csoportkör
A csoport
| Csapat               | M | Gy | D | V | G+ | G– | Gk | P  |
| -------------------- | - | -- | - | - | -- | -- | -- | -- |
| Ausztrália (AUS)     | 4 | 3  | 1 | 0 | 9  | 3  | +6 | 10 |
| Argentína (ARG)      | 4 | 2  | 0 | 2 | 5  | 6  | –1 | 6  |
| Spanyolország (ESP)  | 4 | 1  | 2 | 1 | 2  | 3  | –1 | 5  |
| Nagy-Britannia (GBR) | 4 | 1  | 1 | 2 | 5  | 5  | 0  | 4  |
| Dél-Korea (KOR)      | 4 | 0  | 2 | 2 | 4  | 8  | –4 | 2  |

| 2000. szeptember 16. 8:30 | Dél-Korea (KOR)                 | 2–3   | Argentína (ARG)                      | Játékvezetők: Gina Spitaleri (ITA), Miriam van Gemert (NED) |
| 2000. szeptember 16. 8:30 | Szin Mikjong 20' · Cso Bora 33' | (2–1) | Masotta 9' · Aymar 44' · Rimoldi 68' | Játékvezetők: Gina Spitaleri (ITA), Miriam van Gemert (NED) |

| 2000. szeptember 17. 18:30 | Dél-Korea (KOR) | 0–0 | Spanyolország (ESP) | Játékvezetők: Lyn Farrell (NZL), Jean Buchanan (RSA) |
| 2000. szeptember 17. 18:30 |                 |     |                     | Játékvezetők: Lyn Farrell (NZL), Jean Buchanan (RSA) |

| 2000. szeptember 20. 10:30 | Dél-Korea (KOR)                   | 2–2   | Nagy-Britannia (GBR)        | Játékvezetők: Ute Conen (GER), Jean Buchanan (RSA) |
| 2000. szeptember 20. 10:30 | Kim Szongun 14' · Kim Undzsin 48' | (1–0) | Clewlow 57' · Nicholson 66' | Játékvezetők: Ute Conen (GER), Jean Buchanan (RSA) |

| 2000. szeptember 22. 15:30 | Ausztrália (AUS)                   | 3–0   | Dél-Korea (KOR) | Játékvezetők: Renee Cohen (NED), Ute Conen (GER) |
| 2000. szeptember 22. 15:30 | Powell 8' · Peek 22' · Hudson 70+' | (2–0) |                 | Játékvezetők: Renee Cohen (NED), Ute Conen (GER) |

A 7–10. helyért
| 2000. szeptember 25. 15:30 | Dél-Korea (KOR)                | 2–3   | Németország (GER)                     | State Hockey Centre, Sydney Játékvezetők: Michele Arnold (USA), Jean Buchanan (RSA) |
| 2000. szeptember 25. 15:30 | I Unjong 56' · Kim Undzsin 59' | (0–1) | Becker 8', 41' · Ernsting-Krienke 80' | State Hockey Centre, Sydney Játékvezetők: Michele Arnold (USA), Jean Buchanan (RSA) |

A 9. helyért
| 2000. szeptember 27. 08:30 | Dél-afrikai Köztársaság (RSA) | 0–3   | Dél-Korea (KOR)                      | State Hockey Centre, Sydney Játékvezetők: Michele Arnold (AUS), Renee Cohen (NED) |
| 2000. szeptember 27. 08:30 |                               | (0–3) | Kim Mihjon 23', 26' · Ju Hidzsu 35+' | State Hockey Centre, Sydney Játékvezetők: Michele Arnold (AUS), Renee Cohen (NED) |

| Csapat          | Helyezés |
| --------------- | -------- |
| Dél-Korea (KOR) | 9.       |

## Íjászat
Férfi
| Versenyző                           | Versenyszám | Selejtező | Selejtező | 64-es főtábla                        | 32-es főtábla                       | Nyolcaddöntő                                 | Negyeddöntő                                                                          | Elődöntő                                                                                     | Döntő                                                                                 | Helyezés |
| Versenyző                           | Versenyszám | Pont      | Kiemelt   | Ellenfél Eredmény                    | Ellenfél Eredmény                   | Ellenfél Eredmény                            | Ellenfél Eredmény                                                                    | Ellenfél Eredmény                                                                            | Ellenfél Eredmény                                                                     | Helyezés |
| ----------------------------------- | ----------- | --------- | --------- | ------------------------------------ | ----------------------------------- | -------------------------------------------- | ------------------------------------------------------------------------------------ | -------------------------------------------------------------------------------------------- | ------------------------------------------------------------------------------------- | -------- |
| Kim Cshongthe                       | Egyéni      | 655       | 3.        | Yehya Bundhun (MRI) (62.) · 169-141  | Ilario Di Buò (ITA) (30.) · 162-159 | Michele Frangilli (ITA) (19.) · 166-169      | Magnus Petersson (SWE) (6.) · 111-112                                                | kiesett                                                                                      | kiesett                                                                               | 5.       |
| O Kjomun                            | Egyéni      | 660       | 2.        | Dominic Rebelo (KEN) (63.) · 168-132 | Butch Johnson (USA) (31.) · 166-160 | Makijama Maszafumi (JPN) (50.) · 166-160     | Vic Wunderle (USA) (7.) · 105-108                                                    | kiesett                                                                                      | kiesett                                                                               | 6.       |
| Csang Jongho                        | Egyéni      | 665       | 1.        | Kuresa Tupua (ASA) (64.) · 172-98    | Hasan Orbay (TUR) (32.) · 169-160   | Balzsinyima Cirempilov (RUS) (17.) · 164-167 | kiesett                                                                              | kiesett                                                                                      | kiesett                                                                               | 11.      |
| Csang Jongho O Kjomun Kim Cshongthe | Csapat      | 665       | 1.        |                                      |                                     | erőnyerő                                     | Ukrajna (UKR) · Ihor Parhomenko · Szerhij Antyonov · Viktor Kurcsenko (9.) · 258-236 | Oroszország (RUS) · Balzsinyima Cirempilov · Bair Bagyonov · Jurij Leontyjev (12.) · 240-229 | Olaszország (ITA) · Matteo Bisiani · Michele Frangilli · Ilario Di Buò (6.) · 255-247 |          |

Női
| Versenyző                            | Versenyszám | Selejtező | Selejtező | 64-es főtábla                            | 32-es főtábla                          | Nyolcaddöntő                              | Negyeddöntő                                                                           | Elődöntő                                                                                   | Döntő                                                                                    | Helyezés |
| Versenyző                            | Versenyszám | Pont      | Kiemelt   | Ellenfél Eredmény                        | Ellenfél Eredmény                      | Ellenfél Eredmény                         | Ellenfél Eredmény                                                                     | Ellenfél Eredmény                                                                          | Ellenfél Eredmény                                                                        | Helyezés |
| ------------------------------------ | ----------- | --------- | --------- | ---------------------------------------- | -------------------------------------- | ----------------------------------------- | ------------------------------------------------------------------------------------- | ------------------------------------------------------------------------------------------ | ---------------------------------------------------------------------------------------- | -------- |
| Jun Midzsin                          | Egyéni      | 661       | 4.        | Erika Reyes (MEX) (61.) · 168-157        | Hanna Karaszjova (BLR) (29.) · 162-152 | Alison Williamson (GBR) (20.) · 173-164   | Natalja Bolotova (RUS) (21.) · 110-105                                                | Kim Szunjong (KOR) (1.) · 107-105                                                          | Kim Namszun (KOR) (3.) · 107-106                                                         |          |
| Kim Namszun                          | Egyéni      | 662       | 3.        | Win Thi Thi (MYA) (62.) · 167-134        | Wen Chia-Ling (TPE) (30.) · 162-158    | He Ying (CHN) (14.) · 165-162             | Kavaucsi Szajoko (JPN) (6.) · 114-110                                                 | Cshö Okszil (PRK) (7.) · 114-107                                                           | Jun Midzsin (KOR) (4.) · 106-107                                                         |          |
| Kim Szunjong                         | Egyéni      | 671       | 1.        | Margaret Tumusiime (UGA) (64.) · 164-124 | Melissa Jennison (AUS) (32.) · 164-159 | Michelle Tremelling (AUS) (49.) · 168-158 | Joanna Nowicka-Kwaśna (POL) (24.) · 106-100                                           | Jun Midzsin (KOR) (4.) · 105-107                                                           | Bronzmérkőzés · Cshö Okszil (PRK) (7.) · 103-101                                         |          |
| Kim Szunjong Kim Namszun Jun Midzsin | Csapat      | 671       | 1.        |                                          |                                        | erőnyerő                                  | Egyesült Államok (USA) · Janet Dykman · Karen Scavotto · Denise Parker (9.) · 252-240 | Németország (GER) · Cornelia Pfohl · Barbara Mensing · Sandra Wagner-Sachse (5.) · 251-238 | Ukrajna (UKR) · Olena Szadovnicsa · Natalija Burdejna · Katerina Szergyuk (2.) · 251-239 |          |

## Kajak-kenu

### Síkvízi
Férfi
| Versenyző   | Versenyszám        | Előfutam | Előfutam | Előfutam | Elődöntő | Elődöntő | Elődöntő | Döntő   | Döntő    |
| Versenyző   | Versenyszám        | Idő      | Hely.    | Össz.    | Idő      | Hely.    | Össz.    | Idő     | Helyezés |
| ----------- | ------------------ | -------- | -------- | -------- | -------- | -------- | -------- | ------- | -------- |
| Nam Szungho | Kajak egyes 500 m  | 1:45,163 | 6.       | 26.      | 1:46,008 | 8.       | 26.      | kiesett | kiesett  |
| Nam Szungho | Kajak egyes 1000 m | 3:46,669 | 7.       | 28.      | kiesett  | kiesett  | kiesett  | kiesett | kiesett  |

## Kerékpározás

### Hegyi-kerékpározás
| Versenyző  | Versenyszám        | Idő           | Helyezés |
| ---------- | ------------------ | ------------- | -------- |
| Kang Dongu | Férfi terepverseny | 2 kör hátrány | 38.      |

### Pálya-kerékpározás
Keirin
| Versenyző | Versenyszám | 1. forduló | Vigaszág | 2. forduló | Döntő    |
| Versenyző | Versenyszám | Helyezés   | Helyezés | Helyezés   | Helyezés |
| --------- | ----------- | ---------- | -------- | ---------- | -------- |
| Om Injong | Férfi       | 3.         | 4.       | kiesett    | kiesett  |

Pontversenyek
| Név         | Versenyszám       | Pont | Körhátrány | Helyezés |
| ----------- | ----------------- | ---- | ---------- | -------- |
| Cso Hoszong | Férfi pontverseny | 15   | -1         | 4.       |

## Kézilabda

### Férfi
| Dél-koreai férfi kézilabdacsapat-játékoskeret                                                               | Dél-koreai férfi kézilabdacsapat-játékoskeret                                           |
| --- | --------------------------------------------------------------------------------------- |
| - Cso Bomjon - Cso Cshihjo - Cshö Hjonho - Hong Giil - I Dzseu - I Szokhjong - Jun Gjongmin - Jun Gjongszin | - Kang Ilku - Mun Bjonguk - Pak Csongdzsin - Pak Mincshol - Pak Szongrip - Pek Voncshol |

#### Eredmények
Csoportkör
A csoport
| Csapat            | M | Gy | D | V | G+  | G–  | Gk  | P |
| ----------------- | - | -- | - | - | --- | --- | --- | - |
| Oroszország (RUS) | 5 | 4  | 0 | 1 | 129 | 121 | +8  | 8 |
| Németország (GER) | 5 | 3  | 1 | 1 | 128 | 113 | +15 | 7 |
| Jugoszlávia (SCG) | 5 | 3  | 0 | 2 | 130 | 127 | +3  | 6 |
| Egyiptom (EGY)    | 5 | 3  | 0 | 2 | 122 | 115 | +7  | 6 |
| Dél-Korea (KOR)   | 5 | 1  | 1 | 3 | 128 | 131 | –3  | 3 |
| Kuba (CUB)        | 5 | 0  | 0 | 5 | 128 | 158 | –30 | 0 |

| 2000. szeptember 16. 14:30 | Jugoszlávia (SCG)     | 25–24   | Dél-Korea (KOR)               | Játékvezetők: Peter Hansson, Peter Olsson (SWE) |
| 2000. szeptember 16. 14:30 | Jovanović, Butulija 6 | (12–10) | Jun Gjongszin, Pek Voncshol 6 | Játékvezetők: Peter Hansson, Peter Olsson (SWE) |
| 2000. szeptember 16. 14:30 | 4× 2× 1×              |         | 2× 3×                         | Játékvezetők: Peter Hansson, Peter Olsson (SWE) |

| 2000. szeptember 18. 9:30 | Dél-Korea (KOR)  | 24–24   | Németország (GER) | Játékvezetők: Leon Kalin, Enes Koric (SLO) |
| 2000. szeptember 18. 9:30 | Jun Gjongszin 11 | (13–11) | Schwarzer 6       | Játékvezetők: Leon Kalin, Enes Koric (SLO) |
| 2000. szeptember 18. 9:30 | 5× 3×            |         | 6× 4×             | Játékvezetők: Leon Kalin, Enes Koric (SLO) |

| 2000. szeptember 20. 11:30 | Oroszország (RUS) | 26–24  | Dél-Korea (KOR) | Játékvezetők: Francois Garcia, Jean-Pierre Moreno (FRA) |
| 2000. szeptember 20. 11:30 | Voronyin 7        | (9–11) | Pek Voncshol 12 | Játékvezetők: Francois Garcia, Jean-Pierre Moreno (FRA) |
| 2000. szeptember 20. 11:30 | 6× 3× 1×          |        | 5× 3×           | Játékvezetők: Francois Garcia, Jean-Pierre Moreno (FRA) |

| 2000. szeptember 22. 9:30 | Dél-Korea (KOR)               | 21–28  | Egyiptom (EGY) | Játékvezetők: Svein Olav Oie, Bjorn Hogsnes (NOR) |
| 2000. szeptember 22. 9:30 | Jun Gjongszin, Pek Voncshol 7 | (8–15) | Awaad, Zaky 6  | Játékvezetők: Svein Olav Oie, Bjorn Hogsnes (NOR) |
| 2000. szeptember 22. 9:30 | 2× 3×                         |        | 2× 3×          | Játékvezetők: Svein Olav Oie, Bjorn Hogsnes (NOR) |

| 2000. szeptember 24. 11:30 | Kuba (CUB) | 28–35   | Dél-Korea (KOR) | Játékvezetők: Leon Kalin, Enes Koric (SLO) |
| 2000. szeptember 24. 11:30 | Uríos 9    | (13–15) | Jun Gjongszin 8 | Játékvezetők: Leon Kalin, Enes Koric (SLO) |
| 2000. szeptember 24. 11:30 | 3× 3×      |         | 3× 3×           | Játékvezetők: Leon Kalin, Enes Koric (SLO) |

A 9. helyért
| 2000. szeptember 26. 11:30 | Dél-Korea (KOR) | 24–19  | Tunézia (TUN) | Játékvezetők: Marek Tomaszewski, Neil Adams (AUS) |
| 2000. szeptember 26. 11:30 | Pak Mincshol 6  | (13–7) | A. Madi 6     | Játékvezetők: Marek Tomaszewski, Neil Adams (AUS) |
| 2000. szeptember 26. 11:30 | 2× 3×           |        | 3× 3×         | Játékvezetők: Marek Tomaszewski, Neil Adams (AUS) |

| Csapat          | Helyezés |
| --------------- | -------- |
| Dél-Korea (KOR) | 9.       |

### Női
| Dél-koreai női kézilabdacsapat-játékoskeret                                                                   | Dél-koreai női kézilabdacsapat-játékoskeret                                                    |
| --- | ---------------------------------------------------------------------------------------------- |
| - Cshö Hjondzsong - Csong Unhi - Han Szonhi - Ho Jongszuk - Ho Szunjong - I Dzsongjong - I Namszu - I Szangun | - Kim Hjanggi - Kim Hjonok - Kim Dzsinszun - Mun Gjongha - O Jongran - O Szongok - Pak Csonghi |

#### Eredmények
Csoportkör
A csoport
| Csapat              | M | Gy | D | V | G+  | G–  | Gk  | P |
| ------------------- | - | -- | - | - | --- | --- | --- | - |
| Dél-Korea (KOR)     | 4 | 4  | 0 | 0 | 131 | 100 | +31 | 8 |
| Magyarország (HUN)  | 4 | 2  | 1 | 1 | 119 | 106 | +13 | 5 |
| Franciaország (FRA) | 4 | 2  | 0 | 2 | 90  | 93  | –3  | 4 |
| Románia (ROU)       | 4 | 1  | 1 | 2 | 99  | 101 | –2  | 3 |
| Angola (ANG)        | 4 | 0  | 0 | 4 | 98  | 137 | –39 | 0 |

| 2000. szeptember 17. 21:30 | Dél-Korea (KOR) | 25–18  | Franciaország (FRA) | Játékvezetők: Jan Boye, Bjarne-Munk Jensen (DEN) |
| 2000. szeptember 17. 21:30 | I Szangun 10    | (15–3) | Lejeune-Duchemann 7 | Játékvezetők: Jan Boye, Bjarne-Munk Jensen (DEN) |
| 2000. szeptember 17. 21:30 | 3× 3×           |        | 3× 3×               | Játékvezetők: Jan Boye, Bjarne-Munk Jensen (DEN) |

| 2000. szeptember 19. 19:30 | Románia (ROU)  | 25–34  | Dél-Korea (KOR)        | Játékvezetők: Jurij Litvinov, Valerij Hudojerko (RUS) |
| 2000. szeptember 19. 19:30 | Dobrin, Luca 5 | (9–16) | O Szongok, I Szangun 8 | Játékvezetők: Jurij Litvinov, Valerij Hudojerko (RUS) |
| 2000. szeptember 19. 19:30 | 6× 3×          |        | 1× 4×                  | Játékvezetők: Jurij Litvinov, Valerij Hudojerko (RUS) |

| 2000. szeptember 21. 21:30 | Magyarország (HUN) | 33–41   | Dél-Korea (KOR) | Játékvezetők: Marjan Nacsevszki, Dragan Nacsevszki (MKD) |
| 2000. szeptember 21. 21:30 | Balogh 8           | (19–16) | I Szangun 18    | Játékvezetők: Marjan Nacsevszki, Dragan Nacsevszki (MKD) |
| 2000. szeptember 21. 21:30 | 6× 3×              |         | 1× 4×           | Játékvezetők: Marjan Nacsevszki, Dragan Nacsevszki (MKD) |

| 2000. szeptember 25. 16:30 | Dél-Korea (KOR) | 31–24   | Angola (ANG) | Játékvezetők: Marek Tomaszewski, Neil Adams (AUS) |
| 2000. szeptember 25. 16:30 | Kim Hjonok 6    | (14–16) | Bengue 10    | Játékvezetők: Marek Tomaszewski, Neil Adams (AUS) |
| 2000. szeptember 25. 16:30 | 2× 3×           |         | 1× 2×        | Játékvezetők: Marek Tomaszewski, Neil Adams (AUS) |

Negyeddöntők
| 2000. szeptember 28. 14:30 | Dél-Korea (KOR) | 35–24   | Brazília (BRA) | Játékvezetők: Klucsó Jenő, Lekrinszky Tivadar (HUN) |
| 2000. szeptember 28. 14:30 | Kim Hjonok 9    | (19–12) | Zezé 8         | Játékvezetők: Klucsó Jenő, Lekrinszky Tivadar (HUN) |
| 2000. szeptember 28. 14:30 | 2× 3×           |         | 4× 2×          | Játékvezetők: Klucsó Jenő, Lekrinszky Tivadar (HUN) |

Elődöntők
| 2000. szeptember 29. 19:30 | Dél-Korea (KOR)        | 29–31   | Dánia (DEN)       | Játékvezetők: Ramon Gallego Santos, Victor Pedro Lamas Perez (ESP) |
| 2000. szeptember 29. 19:30 | O Szongok, I Szangun 7 | (11–20) | Hoffmann-Møberg 8 | Játékvezetők: Ramon Gallego Santos, Victor Pedro Lamas Perez (ESP) |
| 2000. szeptember 29. 19:30 | 5× 3×                  |         | 3× 4×             | Játékvezetők: Ramon Gallego Santos, Victor Pedro Lamas Perez (ESP) |

Bronzmérkőzés
| 2000. október 1. 14:30 | Dél-Korea (KOR) | 21–22   | Norvégia (NOR) | Játékvezetők: Dragan Nacsevszki, Marjan Nacsevszki (MKD) |
| 2000. október 1. 14:30 | O Szongok 7     | (13–12) | Grini 7        | Játékvezetők: Dragan Nacsevszki, Marjan Nacsevszki (MKD) |
| 2000. október 1. 14:30 | 6× 4× 1×        |         | 3× 1×          | Játékvezetők: Dragan Nacsevszki, Marjan Nacsevszki (MKD) |

| Csapat          | Helyezés |
| --------------- | -------- |
| Dél-Korea (KOR) | 4.       |

## Kosárlabda

### Női
| Dél-koreai női kosárlabdacsapat-játékoskeret                                           | Dél-koreai női kosárlabdacsapat-játékoskeret                                           |
| -------------------------------------------------------------------------------------- | -------------------------------------------------------------------------------------- |
| - Csang Szonhjong - Cson Dzsuvon - Csong Szonmin - Csong Unszun - I Dzsonge - I Miszon | - I Ondzsu - Jang Dzsongok - Kang Dzsiszuk - Kim Dzsijun - Pak Csongun - Vang Szudzsin |

#### Eredmények
Csoportkör
B csoport
| Csapat                 | M | Gy | V | P+  | P–  | Pk   | P  |
| ---------------------- | - | -- | - | --- | --- | ---- | -- |
| Egyesült Államok (USA) | 5 | 5  | 0 | 436 | 312 | +124 | 10 |
| Oroszország (RUS)      | 5 | 3  | 2 | 398 | 325 | +73  | 8  |
| Dél-Korea (KOR)        | 5 | 3  | 2 | 382 | 357 | +25  | 8  |
| Lengyelország (POL)    | 5 | 3  | 2 | 327 | 339 | –12  | 8  |
| Kuba (CUB)             | 5 | 1  | 4 | 318 | 358 | –40  | 6  |
| Új-Zéland (NZL)        | 4 | 0  | 4 | 265 | 435 | –170 | 4  |

| 2000. szeptember 16. 21:30 | Dél-Korea (KOR)     | 75–89     | Egyesült Államok (USA) | Nézőszám: 6939 |
| 2000. szeptember 16. 21:30 | (43–53) Jegyzőkönyv |           |                        | Nézőszám: 6939 |
| 2000. szeptember 16. 21:30 | Csong Szonmin 17    | Pont      | Swoopes 29             | Nézőszám: 6939 |
| 2000. szeptember 16. 21:30 | Kim Dzsijun 4       | Lepattanó | Leslie 11              | Nézőszám: 6939 |
| 2000. szeptember 16. 21:30 | Pak Csongun 3       | Gólpassz  | Edwards, Staley 4      | Nézőszám: 6939 |

| 2000. szeptember 18. 14:30 | Új-Zéland (NZL)     | 62–101    | Dél-Korea (KOR)          | Nézőszám: 7298 |
| 2000. szeptember 18. 14:30 | (25–48) Jegyzőkönyv |           |                          | Nézőszám: 7298 |
| 2000. szeptember 18. 14:30 | Farmer 20           | Pont      | Csong Unszun 16          | Nézőszám: 7298 |
| 2000. szeptember 18. 14:30 | Tupu 9              | Lepattanó | Jang Dzsongok 9          | Nézőszám: 7298 |
| 2000. szeptember 18. 14:30 | Farmer 3            | Gólpassz  | Cson Dzsuvon, I Miszon 5 | Nézőszám: 7298 |

| 2000. szeptember 20. 19:30 | Dél-Korea (KOR)               | 62–77     | Lengyelország (POL) | Nézőszám: 8412 |
| 2000. szeptember 20. 19:30 | (38–39) Jegyzőkönyv           |           |                     | Nézőszám: 8412 |
| 2000. szeptember 20. 19:30 | Csong Szonmin 19              | Pont      | M. Dydek 26         | Nézőszám: 8412 |
| 2000. szeptember 20. 19:30 | Csong Unszun 7                | Lepattanó | M. Dydek 18         | Nézőszám: 8412 |
| 2000. szeptember 20. 19:30 | Csong Unszun, Jang Dzsongok 3 | Gólpassz  | Wlaźlak 6           | Nézőszám: 8412 |

| 2000. szeptember 22. 9:30 | Oroszország (RUS)          | 73–75 (h. u.) | Dél-Korea (KOR) | Nézőszám: 6006 |
| 2000. szeptember 22. 9:30 | (37–34, 69–69) Jegyzőkönyv |               |                 | Nézőszám: 6006 |
| 2000. szeptember 22. 9:30 | Psikova 18                 | Pont          | Cson Dzsuvon 22 | Nézőszám: 6006 |
| 2000. szeptember 22. 9:30 | Zaszulszkaja 6             | Lepattanó     | Cson Dzsuvon 4  | Nézőszám: 6006 |
| 2000. szeptember 22. 9:30 | Arhipova 5                 | Gólpassz      | Csong Unszun 10 | Nézőszám: 6006 |

| 2000. szeptember 24. 14:30 | Kuba (CUB)          | 56–69     | Dél-Korea (KOR)  | Nézőszám: 8486 |
| 2000. szeptember 24. 14:30 | (28–34) Jegyzőkönyv |           |                  | Nézőszám: 8486 |
| 2000. szeptember 24. 14:30 | Castillo 17         | Pont      | Pak Csongun 17   | Nézőszám: 8486 |
| 2000. szeptember 24. 14:30 | Martínez 8          | Lepattanó | Csong Szonmin 12 | Nézőszám: 8486 |
| 2000. szeptember 24. 14:30 | négy játékos 2      | Gólpassz  | Cson Dzsuvon 11  | Nézőszám: 8486 |

Negyeddöntő
| 2000. szeptember 27. 20:00 | Franciaország (FRA) | 59–68     | Dél-Korea (KOR)  | Nézőszám: 14 605 Játékvezetők: Raul Chaves (ARG), Carolyn Gillespie (AUS) |
| 2000. szeptember 27. 20:00 | (27–30) Jegyzőkönyv |           |                  | Nézőszám: 14 605 Játékvezetők: Raul Chaves (ARG), Carolyn Gillespie (AUS) |
| 2000. szeptember 27. 20:00 | Melain 21           | Pont      | Jang Dzsongok 15 | Nézőszám: 14 605 Játékvezetők: Raul Chaves (ARG), Carolyn Gillespie (AUS) |
| 2000. szeptember 27. 20:00 | Melain 11           | Lepattanó | Csong Szonmin 5  | Nézőszám: 14 605 Játékvezetők: Raul Chaves (ARG), Carolyn Gillespie (AUS) |
| 2000. szeptember 27. 20:00 | három játékos 2     | Gólpassz  | Csong Unszun 5   | Nézőszám: 14 605 Játékvezetők: Raul Chaves (ARG), Carolyn Gillespie (AUS) |

Elődöntő
| 2000. szeptember 29. 16:30 | Dél-Korea (KOR)     | 65–78     | Egyesült Államok (USA) | Nézőszám: 14 698 Játékvezetők: Romualdas Brazauskas (LTU), Rick Degagne (CAN) |
| 2000. szeptember 29. 16:30 | (40–42) Jegyzőkönyv |           |                        | Nézőszám: 14 698 Játékvezetők: Romualdas Brazauskas (LTU), Rick Degagne (CAN) |
| 2000. szeptember 29. 16:30 | Pak Csongun 14      | Pont      | Swoopes 19             | Nézőszám: 14 698 Játékvezetők: Romualdas Brazauskas (LTU), Rick Degagne (CAN) |
| 2000. szeptember 29. 16:30 | Cson Dzsuvon 5      | Lepattanó | Leslie 12              | Nézőszám: 14 698 Játékvezetők: Romualdas Brazauskas (LTU), Rick Degagne (CAN) |
| 2000. szeptember 29. 16:30 | Csong Unszun 5      | Gólpassz  | Swoopes 5              | Nézőszám: 14 698 Játékvezetők: Romualdas Brazauskas (LTU), Rick Degagne (CAN) |

Bronzmérkőzés
| 2000. október 1. 18:00 | Dél-Korea (KOR)            | 73–84 (h. u.) | Brazília (BRA)       | Nézőszám: 14 978 Játékvezetők: Carolyn Gillespie (AUS), David Jones (USA) |
| 2000. október 1. 18:00 | (34–30, 65–65) Jegyzőkönyv |               |                      | Nézőszám: 14 978 Játékvezetők: Carolyn Gillespie (AUS), David Jones (USA) |
| 2000. október 1. 18:00 | Csong Szonmin 23           | Pont          | dos Santos Arcain 28 | Nézőszám: 14 978 Játékvezetők: Carolyn Gillespie (AUS), David Jones (USA) |
| 2000. október 1. 18:00 | Csong Szonmin 5            | Lepattanó     | Oliveira 16          | Nézőszám: 14 978 Játékvezetők: Carolyn Gillespie (AUS), David Jones (USA) |
| 2000. október 1. 18:00 | Cson Dzsuvon 6             | Gólpassz      | dos Santos 4         | Nézőszám: 14 978 Játékvezetők: Carolyn Gillespie (AUS), David Jones (USA) |

| Csapat          | Helyezés |
| --------------- | -------- |
| Dél-Korea (KOR) | 4.       |

## Labdarúgás

### Férfi
| Dél-koreai férfi labdarúgócsapat-játékoskeret                                                          | Dél-koreai férfi labdarúgócsapat-játékoskeret                                                                              |
| --- | --- |
| - Cshö Cshoru - I Cshonszu - I Dongguk - I Jongphjo - Kang Cshol - Kim Dohun - Kim Dokjun - Kim Jongde | - Kim Szangszik - Ko Dzsongszu - Pak Csehong - Pak Csiszong - Pak Csinszop - Pak Tonghjok - Szim Dzsevon - Szong Dzsongguk |

#### Eredmények
Csoportkör
B csoport
| Csapat              | M | Gy | D | V | Rg | Kg | Gk | P |
| ------------------- | - | -- | - | - | -- | -- | -- | - |
| Chile (CHI)         | 3 | 2  | 0 | 1 | 7  | 3  | +4 | 6 |
| Spanyolország (ESP) | 3 | 2  | 0 | 1 | 6  | 3  | +3 | 6 |
| Dél-Korea (KOR)     | 3 | 2  | 0 | 1 | 2  | 3  | –1 | 6 |
| Marokkó (MAR)       | 3 | 0  | 0 | 3 | 1  | 7  | –6 | 0 |

| 2000. szeptember 14. 18:30 |

| Dél-Korea (KOR) | 0–3               | Spanyolország (ESP)                  |
| --------------- | ----------------- | ------------------------------------ |
|                 | (0–3) Jegyzőkönyv | Velamazán 10' José Mari 26' Xavi 37' |

| Hindmarsh Stadium, Adelaide Nézőszám: 14 060 Játékvezető: Felipe Ramos (mexikói) |

| 2000. szeptember 17. 18:30 |

| Dél-Korea (KOR) | 1–0               | Marokkó (MAR) |
| --------------- | ----------------- | ------------- |
| I Cshonszu 53'  | (0–0) Jegyzőkönyv |               |

| Hindmarsh Stadium, Adelaide Nézőszám: 12 753 Játékvezető: Herbert Fandel (német) |

| 2000. szeptember 20. 18:30 |

| Dél-Korea (KOR) | 1–0               | Chile (CHI) |
| --------------- | ----------------- | ----------- |
| I Dongguk 28'   | (1–0) Jegyzőkönyv |             |

| Hindmarsh Stadium, Adelaide Nézőszám: 16 309 Játékvezető: Ľuboš Micheľ (szlovák) |

| Csapat          | Helyezés |
| --------------- | -------- |
| Dél-Korea (KOR) | 9.       |

## Műugrás
Férfi
| Versenyző      | Versenyszám        | Selejtező | Selejtező | Elődöntő | Elődöntő | Döntő   | Döntő    |
| Versenyző      | Versenyszám        | Pont      | Helyezés  | Pont     | Helyezés | Pont    | Helyezés |
| -------------- | ------------------ | --------- | --------- | -------- | -------- | ------- | -------- |
| Kvon Gjongmin  | Egyéni műugrás     | 318,45    | 34.       | kiesett  | kiesett  | kiesett | kiesett  |
| Ju Cshangdzsun | Egyéni toronyugrás | 331,05    | 29.       | kiesett  | kiesett  | kiesett | kiesett  |
| Cso Dedon      | Egyéni toronyugrás | 319,53    | 32.       | kiesett  | kiesett  | kiesett | kiesett  |

Női
| Versenyző     | Versenyszám        | Selejtező | Selejtező | Elődöntő | Elődöntő | Döntő   | Döntő    |
| Versenyző     | Versenyszám        | Pont      | Helyezés  | Pont     | Helyezés | Pont    | Helyezés |
| ------------- | ------------------ | --------- | --------- | -------- | -------- | ------- | -------- |
| Cshö Hjedzsin | Egyéni toronyugrás | 187,17    | 39.       | kiesett  | kiesett  | kiesett | kiesett  |

## Ökölvívás
| Versenyző      | Versenyszám   | Selejtező                         | Nyolcaddöntő                    | Negyeddöntő                | Elődöntő          | Döntő             | Helyezés |
| Versenyző      | Versenyszám   | Ellenfél Eredmény                 | Ellenfél Eredmény               | Ellenfél Eredmény          | Ellenfél Eredmény | Ellenfél Eredmény | Helyezés |
| -------------- | ------------- | --------------------------------- | ------------------------------- | -------------------------- | ----------------- | ----------------- | -------- |
| Kim Giszok     | Papírsúly     | Szoubam Szures Szingh (IND) · 9-5 | La Paene Masara (INA) · 8-4     | Brahim Asloum (FRA) · 8-12 | kiesett           | kiesett           | 5.       |
| Kim Thekju     | Légsúly       | Manuel Mantilla (CUB) · 8-20      | kiesett                         | kiesett                    | kiesett           | kiesett           | 17.      |
| Cso Szokhvan   | Harmatsúly    | Alisher Rahimov (UZB) · 1-17      | kiesett                         | kiesett                    | kiesett           | kiesett           | 17.      |
| Pak Hungmin    | Pehelysúly    | erőnyerő                          | Tahar Tamsamani (MAR) · 14-21   | kiesett                    | kiesett           | kiesett           | 9.       |
| Hvang Szongbom | Kisváltósúly  | Mariusz Cendrowski (POL) · 14-4   | Alekszandr Leonov (RUS) · 10-14 | kiesett                    | kiesett           | kiesett           | 9.       |
| Pe Dzsinszok   | Váltósúly     | Bülent Ulusoy (TUR) · 6-8         | kiesett                         | kiesett                    | kiesett           | kiesett           | 17.      |
| Szong Indzsun  | Nagyváltósúly | erőnyerő                          | Mohamed Hikal (EGY) · 5-16      | kiesett                    | kiesett           | kiesett           | 9.       |
| Im Dzsongbin   | Középsúly     | Ramadan Yasser (EGY) · 8-7        | Akın Kuloğlu (TUR) · feladta    | kiesett                    | kiesett           | kiesett           | 9.       |
| Cshö Giszu     | Félnehézsúly  | Gurcsaran Szingh (IND) · 9-11     | kiesett                         | kiesett                    | kiesett           | kiesett           | 17.      |

## Röplabda

### Férfi
| Dél-koreai férfi röplabdacsapat-játékoskeret                                     | Dél-koreai férfi röplabdacsapat-játékoskeret                                                |
| -------------------------------------------------------------------------------- | ------------------------------------------------------------------------------------------- |
| - Csang Bjongcshol - Cshö Theung - Hu Indzsong - I Ho - I Kjongszu - I Pjongjong | - Kim Szedzsin - Pak Hiszang - Pang Dzsiszop - Pang Szinbong - Szin Dzsinszik - Szin Szonho |

#### Eredmények
Csoportkör
|                        |      | Mérkőzések | Mérkőzések | Szettek | Szettek | Szettek | Pontok | Pontok | Pontok |
| Csapat                 | Pont | Gy         | V          | Sz+     | Sz–     | SzA     | P+     | P–     | PA     |
| ---------------------- | ---- | ---------- | ---------- | ------- | ------- | ------- | ------ | ------ | ------ |
| Olaszország (ITA)      | 10   | 5          | 0          | 15      | 4       | 3,750   | 482    | 421    | 1,145  |
| Oroszország (RUS)      | 9    | 4          | 1          | 13      | 7       | 1,857   | 465    | 443    | 1,050  |
| Jugoszlávia (SCG)      | 8    | 3          | 2          | 12      | 9       | 1,333   | 489    | 461    | 1,061  |
| Argentína (ARG)        | 7    | 2          | 3          | 7       | 11      | 0,636   | 409    | 446    | 0,917  |
| Dél-Korea (KOR)        | 6    | 1          | 4          | 8       | 14      | 0,571   | 491    | 504    | 0,974  |
| Egyesült Államok (USA) | 5    | 0          | 5          | 5       | 15      | 0,333   | 417    | 478    | 0,872  |

| 2000. szeptember 17. 12:00 | Dél-Korea (KOR)       | 0–3 | Olaszország (ITA) | Nézőszám: 3907 Játékvezető: Jose Ramon Perez Vento (CUB), Jarmo Tapio Salonen (FIN) |
| 2000. szeptember 17. 12:00 | (25–27, 23–25, 18–25) |     |                   | Nézőszám: 3907 Játékvezető: Jose Ramon Perez Vento (CUB), Jarmo Tapio Salonen (FIN) |

| 2000. szeptember 19. 10:00 | Argentína (ARG)              | 3–1 | Dél-Korea (KOR) | Nézőszám: 4462 Játékvezető: Hóbor Béla (HUN), Mahmoud Hosni Abdel Megid (EGY) |
| 2000. szeptember 19. 10:00 | (25–23, 17–25, 30–28, 25–21) |     |                 | Nézőszám: 4462 Játékvezető: Hóbor Béla (HUN), Mahmoud Hosni Abdel Megid (EGY) |

| 2000. szeptember 21. 14:30 | Dél-Korea (KOR)                     | 2–3 | Oroszország (RUS) | Nézőszám: 8085 Játékvezető: Jose Ramon Perez Vento (CUB), Mahmoud Hosni Abdel Megid (EGY) |
| 2000. szeptember 21. 14:30 | (22–25, 25–22, 25–20, 27–29, 15–17) |     |                   | Nézőszám: 8085 Játékvezető: Jose Ramon Perez Vento (CUB), Mahmoud Hosni Abdel Megid (EGY) |

| 2000. szeptember 23. 18:30 | Egyesült Államok (USA)              | 2–3 | Dél-Korea (KOR) | Nézőszám: 8095 Játékvezető: Hóbor Béla (HUN), Themistoklis Kalpaktsoglou (GRE) |
| 2000. szeptember 23. 18:30 | (20–25, 27–25, 24–26, 25–21, 13–15) |     |                 | Nézőszám: 8095 Játékvezető: Hóbor Béla (HUN), Themistoklis Kalpaktsoglou (GRE) |

| 2000. szeptember 25. 14:30 | Dél-Korea (KOR)                    | 2–3 | Jugoszlávia (SCG) | Nézőszám: 8149 Játékvezető: Josebel Palmeirim (BRA), Jose Ramon Perez Vento (CUB) |
| 2000. szeptember 25. 14:30 | (26–24, 20–25, 23–25, 25–19, 8–15) |     |                   | Nézőszám: 8149 Játékvezető: Josebel Palmeirim (BRA), Jose Ramon Perez Vento (CUB) |

| Csapat          | Helyezés |
| --------------- | -------- |
| Dél-Korea (KOR) | 9.       |

### Női
| Dél-koreai női röplabdacsapat-játékoskeret                                      | Dél-koreai női röplabdacsapat-játékoskeret                                         |
| ------------------------------------------------------------------------------- | ---------------------------------------------------------------------------------- |
| - Csang Szojon - Cshö Kvanghi - Csong Szonhje - I Jonszun - I Junhi - I Mjonghi | - Kang Hjemi - Kim Hikjong - Ku Giran - Ku Mindzsong - Pak Mikjong - Pak Szudzsong |

#### Eredmények
Csoportkör
|                   |      | Mérkőzések | Mérkőzések | Szettek | Szettek | Szettek | Pontok | Pontok | Pontok |
| Csapat            | Pont | Gy         | V          | Sz+     | Sz–     | SzA     | P+     | P–     | PA     |
| ----------------- | ---- | ---------- | ---------- | ------- | ------- | ------- | ------ | ------ | ------ |
| Oroszország (RUS) | 10   | 5          | 0          | 15      | 5       | 3,000   | 465    | 392    | 1,186  |
| Kuba (CUB)        | 9    | 4          | 1          | 14      | 4       | 3,500   | 419    | 332    | 1,262  |
| Dél-Korea (KOR)   | 8    | 3          | 2          | 9       | 9       | 1,000   | 393    | 413    | 0,952  |
| Németország (GER) | 7    | 2          | 3          | 8       | 10      | 0,800   | 380    | 395    | 0,962  |
| Olaszország (ITA) | 6    | 1          | 4          | 7       | 12      | 0,583   | 427    | 446    | 0,957  |
| Peru (PER)        | 5    | 0          | 5          | 2       | 15      | 0,133   | 316    | 422    | 0,749  |

| 2000. szeptember 16. 18:30 | Dél-Korea (KOR)                     | 3–2 | Olaszország (ITA) | Nézőszám: 8250 Játékvezető: Josebel Palmeirim (BRA), Jose Ramon Perez Vento (CUB) |
| 2000. szeptember 16. 18:30 | (23–25, 25–18, 25–22, 22–25, 27–25) |     |                   | Nézőszám: 8250 Játékvezető: Josebel Palmeirim (BRA), Jose Ramon Perez Vento (CUB) |

| 2000. szeptember 18. 12:30 | Németország (GER)     | 0–3 | Dél-Korea (KOR) | Nézőszám: 4918 Játékvezető: Josebel Palmeirim (BRA), Doug Wayne Wilson (USA) |
| 2000. szeptember 18. 12:30 | (16–25, 21–25, 22–25) |     |                 | Nézőszám: 4918 Játékvezető: Josebel Palmeirim (BRA), Doug Wayne Wilson (USA) |

| 2000. szeptember 20. 12:30 | Dél-Korea (KOR)       | 0–3 | Kuba (CUB) | Nézőszám: 6457 Játékvezető: Themistoklis Kalpaktsoglou (GRE), Mahmoud Hosni Abdel Megid (EGY) |
| 2000. szeptember 20. 12:30 | (17–25, 13–25, 15–25) |     |            | Nézőszám: 6457 Játékvezető: Themistoklis Kalpaktsoglou (GRE), Mahmoud Hosni Abdel Megid (EGY) |

| 2000. szeptember 22. 12:30 | Dél-Korea (KOR)              | 3–1 | Peru (PER) | Nézőszám: 6650 Játékvezető: Marian Stamate (ROM), Stoyan Kostov Stoyanov (BUL) |
| 2000. szeptember 22. 12:30 | (19–25, 25–19, 28–26, 25–17) |     |            | Nézőszám: 6650 Játékvezető: Marian Stamate (ROM), Stoyan Kostov Stoyanov (BUL) |

| 2000. szeptember 24. 20:30 | Oroszország (RUS)     | 3–0 | Dél-Korea (KOR) | Nézőszám: 8226 Játékvezető: Juan Angel Pereyra (ARG), Mahmoud Hosni Abdel Megid (EGY) |
| 2000. szeptember 24. 20:30 | (25–15, 25–21, 25–16) |     |                 | Nézőszám: 8226 Játékvezető: Juan Angel Pereyra (ARG), Mahmoud Hosni Abdel Megid (EGY) |

Negyeddöntő
| 2000. szeptember 26. 20:30 | Egyesült Államok (USA)              | 3–2 | Dél-Korea (KOR) | Nézőszám: 7496 Játékvezető: Jarmo Tapio Salonen (FIN), Paolo Porcari (ITA) |
| 2000. szeptember 26. 20:30 | (26–24, 17–25, 25–23, 25–27, 16–14) |     |                 | Nézőszám: 7496 Játékvezető: Jarmo Tapio Salonen (FIN), Paolo Porcari (ITA) |

Az 5–8. helyért
| 2000. szeptember 27. 12:20 | Dél-Korea (KOR)              | 1–3 | Kína (CHN) | Nézőszám: 4572 Játékvezető: Marian Stamate (ROM), Klaus Fezer (GER) |
| 2000. szeptember 27. 12:20 | (25–23, 14–25, 23–25, 19–25) |     |            | Nézőszám: 4572 Játékvezető: Marian Stamate (ROM), Klaus Fezer (GER) |

A 7. helyért
| 2000. szeptember 28. 12:30 | Horvátország (CRO)           | 3–1 | Dél-Korea (KOR) | Nézőszám: 5398 Játékvezető: Ivan Golianski (RUS), Ray Harris (AUS) |
| 2000. szeptember 28. 12:30 | (25–18, 24–26, 25–22, 25–21) |     |                 | Nézőszám: 5398 Játékvezető: Ivan Golianski (RUS), Ray Harris (AUS) |

| Csapat          | Helyezés |
| --------------- | -------- |
| Dél-Korea (KOR) | 8.       |

## Sportlövészet
Férfi
| Versenyző      | Versenyszám           | Selejtező | Selejtező | Döntő   | Döntő    |
| Versenyző      | Versenyszám           | Pont      | Helyezés  | Pont    | Helyezés |
| -------------- | --------------------- | --------- | --------- | ------- | -------- |
| Im Jongszop    | Légpuska              | 590       | 11.***    | kiesett | kiesett  |
| I Uncshol      | Légpuska              | 588       | 18.*****  | kiesett | kiesett  |
| I Uncshol      | Sportpuska, fekvő     | 587       | 41.**     | kiesett | kiesett  |
| I Uncshol      | Sportpuska, összetett | 1160      | 18.*      | kiesett | kiesett  |
| Pe Szongdok    | Sportpuska, összetett | 1157      | 25.***    | kiesett | kiesett  |
| Pe Szongdok    | Sportpuska, fekvő     | 588       | 38.**     | kiesett | kiesett  |
| Cson Cshanszik | Skeet                 | 119       | 23.*****  | kiesett | kiesett  |

Női
| Versenyző      | Versenyszám   | Selejtező | Selejtező | Döntő   | Döntő    |
| Versenyző      | Versenyszám   | Pont      | Helyezés  | Pont    | Helyezés |
| -------------- | ------------- | --------- | --------- | ------- | -------- |
| Szong Dzsijong | Sportpisztoly | 576       | 18.*      | kiesett | kiesett  |
| Szong Dzsijong | Légpisztoly   | 379       | 16.****   | kiesett | kiesett  |
| Pu Szunhi      | Légpisztoly   | 377       | 24.       | kiesett | kiesett  |
| Pu Szunhi      | Sportpisztoly | 573       | 25.**     | kiesett | kiesett  |
| Kang Cshohjon  | Légpuska      | 397       | 1.        | 497,5   |          |
| Cshö Dejong    | Légpuska      | 395       | 2.***     | 493,1   | 7.*      |

* - egy másik versenyzővel azonos eredményt ért el

** - két másik versenyzővel azonos eredményt ért el

*** - három másik versenyzővel azonos eredményt ért el

**** - négy másik versenyzővel azonos eredményt ért el

***** - nyolc másik versenyzővel azonos eredményt ért el

## Súlyemelés
Férfi
| Versenyző      | Versenyszám | Szakítás                 | Szakítás                 | Lökés    | Lökés    | Összesen | Helyezés |
| Versenyző      | Versenyszám | Eredmény                 | Helyezés                 | Eredmény | Helyezés | Összesen | Helyezés |
| -------------- | ----------- | ------------------------ | ------------------------ | -------- | -------- | -------- | -------- |
| Hvang Gjudong  | 56 kg       | 115,0                    | 10.*                     | 152,5    | 6.*      | 267,5    | 10.      |
| Kim Jongthe    | 62 kg       | 120,0                    | 16.                      | 155,0    | 12.*     | 275,0    | 14.      |
| I Bejong       | 69 kg       | 142,5                    | 11.*                     | 187,5    | 2.*      | 330,0    | 7.       |
| Kim Hakpong    | 69 kg       | 147,5                    | 6.*                      | 182,5    | 7.*      | 330,0    | 8.       |
| Cshö Dzsonggun | 105 kg      | érvényes kísérlet nélkül | érvényes kísérlet nélkül | kiesett  | kiesett  | kiesett  | kiesett  |
| Kim Thehjon    | +105 kg     | 200,0                    | 6.                       | 260,0    | 1.*      | 460,0    | 5.       |

Női
| Versenyző  | Versenyszám | Szakítás | Szakítás | Lökés    | Lökés    | Összesen | Helyezés |
| Versenyző  | Versenyszám | Eredmény | Helyezés | Eredmény | Helyezés | Összesen | Helyezés |
| ---------- | ----------- | -------- | -------- | -------- | -------- | -------- | -------- |
| Kim Szunhi | 75 kg       | 105,0    | 4.*      | 135,0    | 3.*      | 240,0    | 4.       |
| Mun Gjonge | +75 kg      | 110,0    | 7.*      | 135,0    | 6.       | 245,0    | 7.       |

* - egy másik versenyzővel azonos eredményt ért el

## Szinkronúszás
| Versenyző              | Versenyszám | Selejtező           | Selejtező           | Selejtező        | Selejtező        | Selejtező  | Selejtező  | Döntő               | Döntő               | Döntő            | Döntő            | Döntő      | Döntő      |
| Versenyző              | Versenyszám | Technikai gyakorlat | Technikai gyakorlat | Szabad gyakorlat | Szabad gyakorlat | Összesítés | Összesítés | Technikai gyakorlat | Technikai gyakorlat | Szabad gyakorlat | Szabad gyakorlat | Összesítés | Összesítés |
| Versenyző              | Versenyszám | Pont                | Hely.               | Pont             | Hely.            | Pont       | Hely.      | Pont                | Hely.               | Pont             | Hely.            | Pont       | Hely.      |
| ---------------------- | ----------- | ------------------- | ------------------- | ---------------- | ---------------- | ---------- | ---------- | ------------------- | ------------------- | ---------------- | ---------------- | ---------- | ---------- |
| Csang Jungjong Ju Nami | Páros       | 92,000              | 10.                 | 92,200           | 10.*             | 92,130     | 10.        | 92,000              | 10.                 | 91,733           | 11.              | 91,826     | 11.        |

* - egy másik párossal azonos eredményt ért el

## Taekwondo
Férfi
| Versenyző      | Versenyszám | Selejtező                    | Negyeddöntő                     | Elődöntő                  | Vigaszág negyeddöntő | Vigaszág elődöntő | Bronz- mérkőzés   | Döntő                      | Helyezés |
| Versenyző      | Versenyszám | Ellenfél Eredmény            | Ellenfél Eredmény               | Ellenfél Eredmény         | Ellenfél Eredmény    | Ellenfél Eredmény | Ellenfél Eredmény | Ellenfél Eredmény          | Helyezés |
| -------------- | ----------- | ---------------------------- | ------------------------------- | ------------------------- | -------------------- | ----------------- | ----------------- | -------------------------- | -------- |
| Szin Dzsunszik | Pehelysúly  | Tuncay Caliskan (AUT) · 7-3  | Aszlanbek Dzityijev (RUS) · 9-1 | Hádi Szái (IRI) · 5-3     |                      |                   |                   | Steven López (USA) · 0-1   |          |
| Kim Gjonghun   | Nehézsúly   | Háled ed-Dószari (KSA) · 5-0 | Carlos Delgado (NCA) · 5-0      | Pascal Gentil (FRA) · 6-2 |                      |                   |                   | Daniel Trenton (AUS) · 6-2 |          |

Női
| Versenyző    | Versenyszám | Selejtező         | Negyeddöntő                     | Elődöntő                   | Vigaszág negyeddöntő | Vigaszág elődöntő | Bronz- mérkőzés   | Döntő                       | Helyezés |
| Versenyző    | Versenyszám | Ellenfél Eredmény | Ellenfél Eredmény               | Ellenfél Eredmény          | Ellenfél Eredmény    | Ellenfél Eredmény | Ellenfél Eredmény | Ellenfél Eredmény           | Helyezés |
| ------------ | ----------- | ----------------- | ------------------------------- | -------------------------- | -------------------- | ----------------- | ----------------- | --------------------------- | -------- |
| Csong Dzseun | Pehelysúly  | erőnyerő          | Cristiana Corsi (ITA) · 8-1     | Hamide Bikçin (TUR) · 3-2  |                      |                   |                   | Trần Hiếu Ngân (VIE) · 2-0  |          |
| I Szonhi     | Váltósúly   | erőnyerő          | Kirsimarja Koskinen (FIN) · 5-1 | Mirjam Müskens (NED) · 4-1 |                      |                   |                   | Trude Gundersen (NOR) · 6-3 |          |

## Tenisz
Férfi
| Versenyző              | Versenyszám | 64-es főtábla                             | 32-es főtábla                                         | Nyolcaddöntő                                               | Negyeddöntő       | Elődöntő          | Bronz- mérkőzés   | Döntő             | Helyezés |
| Versenyző              | Versenyszám | Ellenfél Eredmény                         | Ellenfél Eredmény                                     | Ellenfél Eredmény                                          | Ellenfél Eredmény | Ellenfél Eredmény | Ellenfél Eredmény | Ellenfél Eredmény | Helyezés |
| ---------------------- | ----------- | ----------------------------------------- | ----------------------------------------------------- | ---------------------------------------------------------- | ----------------- | ----------------- | ----------------- | ----------------- | -------- |
| I Hjongthek            | Egyes       | Juan Carlos Ferrero (ESP) · 6–7, 7–6, 7–5 | kiesett                                               | kiesett                                                    | kiesett           | kiesett           | kiesett           | kiesett           | 33.      |
| I Hjongthek Jun Jongil | Páros       |                                           | Chile (CHI) · Nicolás Massú · Marcelo Ríos · 6–3, 6–4 | Németország (GER) · Tommy Haas · David Prinosil · 4–6, 5–7 | kiesett           | kiesett           | kiesett           | kiesett           | 9.       |

Női
| Versenyző                 | Versenyszám | 64-es főtábla     | 32-es főtábla                                                         | Nyolcaddöntő      | Negyeddöntő       | Elődöntő          | Bronz- mérkőzés   | Döntő             | Helyezés |
| Versenyző                 | Versenyszám | Ellenfél Eredmény | Ellenfél Eredmény                                                     | Ellenfél Eredmény | Ellenfél Eredmény | Ellenfél Eredmény | Ellenfél Eredmény | Ellenfél Eredmény | Helyezés |
| ------------------------- | ----------- | ----------------- | --------------------------------------------------------------------- | ----------------- | ----------------- | ----------------- | ----------------- | ----------------- | -------- |
| Cso Jundzsong Pak Szonghi | Páros       |                   | Szlovákia (SVK) · Karina Habšudová · Janette Husárová · 5–7, 7–6, 4–6 | kiesett           | kiesett           | kiesett           | kiesett           | kiesett           | 17.      |

## Tollaslabda
| Versenyző                 | Versenyszám  | Selejtező                                   | 32-es főtábla                                                              | Nyolcaddöntő                                                               | Negyeddöntő                                                        | Elődöntő                                                           | Döntő                                                                       | Helyezés |
| Versenyző                 | Versenyszám  | Ellenfél Eredmény                           | Ellenfél Eredmény                                                          | Ellenfél Eredmény                                                          | Ellenfél Eredmény                                                  | Ellenfél Eredmény                                                  | Ellenfél Eredmény                                                           | Helyezés |
| ------------------------- | ------------ | ------------------------------------------- | -------------------------------------------------------------------------- | -------------------------------------------------------------------------- | ------------------------------------------------------------------ | ------------------------------------------------------------------ | --------------------------------------------------------------------------- | -------- |
| Hvang Szonho              | Férfi egyes  | erőnyerő                                    | Bertrand Gallet (FRA) · 15–7, 15–12                                        | Marleve Mario Mainaky (INA) · 5–15, 3–15                                   | kiesett                                                            | kiesett                                                            | kiesett                                                                     | 9.       |
| Szon Szungmo              | Férfi egyes  | Kenneth Jonassen (DEN) · 17–14, 8–15, 15–17 | kiesett                                                                    | kiesett                                                                    | kiesett                                                            | kiesett                                                            | kiesett                                                                     | 33.      |
| I Dongszu Ju Jongszong    | Férfi páros  |                                             | erőnyerő                                                                   | Nagy-Britannia (GBR) · Julian Robertson · Peter Knowles · 15–4, 15–8       | Dánia (DEN) · Jens Eriksen · Jesper Larsen · 15–12, 15–10          | Malajzia (MAS) · Choong Tan Fook · Lee Wan Wah · 15–12, 7–15, 15–4 | Indonézia (INA) · Candra Wijaya · Tony Gunawan · 10–15, 15–9, 7–15          |          |
| Ha Thekvon Kim Dongmun    | Férfi páros  |                                             | erőnyerő                                                                   | Malajzia (MAS) · Cheah Soon Kit · Yap Kim Hock · 15–5, 15–3                | Indonézia (INA) · Rexy Mainaky · Ricky Subagja · 15–5, 15–9        | Indonézia (INA) · Candra Wijaya · Tony Gunawan · 13–15, 10–15      | Bronzmérkőzés · Malajzia (MAS) · Choong Tan Fook · Lee Wan Wah · 15–2, 15–8 |          |
| Kim Dzsihjon              | Női egyes    | erőnyerő                                    | Milaine Cloutier (CAN) · 11–1, 11–3                                        | Nicole Grether (GER) · 11–0, 11–3                                          | Dai Yun (CHN) · 3–11, 4–11                                         | kiesett                                                            | kiesett                                                                     | 5.       |
| I Kjongvon                | Női egyes    | erőnyerő                                    | Olena Nozdrany (UKR) · 11–1, 11–5                                          | Huang Chia-Chi (TPE) · 9–11, 6–11                                          | kiesett                                                            | kiesett                                                            | kiesett                                                                     | 9.       |
| Csong Dzsehi Na Kjongmin  | Női páros    |                                             | erőnyerő                                                                   | Nagy-Britannia (GBR) · Joanne Davies · Sarah Hardaker · 15–6, 15–1         | Dánia (DEN) · Helene Kirkegaard · Rikke Olsen · 12–15, 15–12, 15–5 | Kína (CHN) · Huang Nanyan · Jang Vej · 6–15, 11–15                 | Bronzmérkőzés · Kína (CHN) · Gao Ling · Qin Yiyuan · 10–15, 4–15            | 4.       |
| I Hjodzsong Im Gjongdzsin | Női páros    |                                             | Tajvan (TPE) · Chen Li-Chin · Tsai Hui-Min · 15–11, 8–15, 15–12            | Kína (CHN) · Ge Fei · Gu Jun · 3–15, 5–15                                  | kiesett                                                            | kiesett                                                            | kiesett                                                                     | 9.       |
| Na Kjongmin Kim Dongmun   | Vegyes páros |                                             | erőnyerő                                                                   | Thaiföld (THA) · Saralee Thungthongkam · Khunakorn Sudhisodhi · 15–7, 15–2 | Kína (CHN) · Gao Ling · Csang Csün · 11–15, 1–15                   | kiesett                                                            | kiesett                                                                     | 5.       |
| Csong Dzsehi Ha Thekvon   | Vegyes páros |                                             | Ukrajna (UKR) · Viktorija Jevtusenko · Vladiszlav Druzscsenko · 15–9, 15–5 | Indonézia (INA) · Minarti Timur · Trikus Haryanto · 13–15, 11–15           | kiesett                                                            | kiesett                                                            | kiesett                                                                     | 9.       |
| I Hjodzsong I Dongszu     | Vegyes páros |                                             | Dánia (DEN) · Ann Jørgensen · Jon Holst-Christensen · 15–17, 12–15         | kiesett                                                                    | kiesett                                                            | kiesett                                                            | kiesett                                                                     | 17.      |

## Torna
Férfi
| Versenyző                                                                      | Versenyszám      | Selejtező | Selejtező | Döntő    | Döntő    |
| Versenyző                                                                      | Versenyszám      | Pontszám  | Helyezés  | Pontszám | Helyezés |
| ------------------------------------------------------------------------------ | ---------------- | --------- | --------- | -------- | -------- |
| I Dzsuhjong                                                                    | Talaj            | 8,712     | 61.       | kiesett  | kiesett  |
| I Dzsuhjong                                                                    | Ugrás            | 9,012     | 70.       | kiesett  | kiesett  |
| I Dzsuhjong                                                                    | Korlát           | 9,800     | 1.        | 9,812    |          |
| I Dzsuhjong                                                                    | Nyújtó           | 9,762     | 4.        | 9,775    |          |
| I Dzsuhjong                                                                    | Gyűrű            | 9,050     | 65.       | kiesett  | kiesett  |
| I Dzsuhjong                                                                    | Lólengés         | 9,650     | 26.*      | kiesett  | kiesett  |
| I Dzsuhjong                                                                    | Egyéni összetett | 55,986    | 31.       | 57,462   | 10.      |
| Cso Szongmin                                                                   | Talaj            | 9,350     | 26.***    | kiesett  | kiesett  |
| Cso Szongmin                                                                   | Ugrás            | 9,700     | 9.*       | kiesett  | kiesett  |
| Cso Szongmin                                                                   | Korlát           | 9,675     | 5.**      | kiesett  | kiesett  |
| Cso Szongmin                                                                   | Nyújtó           | 9,025     | 69.*      | kiesett  | kiesett  |
| Cso Szongmin                                                                   | Gyűrű            | 9,512     | 31.**     | kiesett  | kiesett  |
| Cso Szongmin                                                                   | Lólengés         | 9,675     | 19.***    | kiesett  | kiesett  |
| Cso Szongmin                                                                   | Egyéni összetett | 56,937    | 13.       | 56,224   | 22.      |
| Csong Dzsinszu                                                                 | Talaj            | 8,850     | 58.*      | kiesett  | kiesett  |
| Csong Dzsinszu                                                                 | Ugrás            | 9,650     | 16.*      | kiesett  | kiesett  |
| Csong Dzsinszu                                                                 | Korlát           | 9,775     | 2.        | 9,787    | 4.       |
| Csong Dzsinszu                                                                 | Nyújtó           | 9,287     | 57.*      | kiesett  | kiesett  |
| Csong Dzsinszu                                                                 | Gyűrű            | 9,512     | 31.**     | kiesett  | kiesett  |
| Csong Dzsinszu                                                                 | Lólengés         | 9,500     | 42.*****  | kiesett  | kiesett  |
| Csong Dzsinszu                                                                 | Egyéni összetett | 56,574    | 17.       | kiesett  | kiesett  |
| Kim Donghva                                                                    | Talaj            | 8,112     | 73.       | kiesett  | kiesett  |
| Kim Donghva                                                                    | Ugrás            | 9,225     | 56.*      | kiesett  | kiesett  |
| Kim Donghva                                                                    | Korlát           | 9,250     | 50.       | kiesett  | kiesett  |
| Kim Donghva                                                                    | Nyújtó           | 9,050     | 68.       | kiesett  | kiesett  |
| Kim Donghva                                                                    | Gyűrű            | 8,187     | 75.       | kiesett  | kiesett  |
| Kim Donghva                                                                    | Lólengés         | 9,300     | 55.       | kiesett  | kiesett  |
| Kim Donghva                                                                    | Egyéni összetett | 53,124    | 48.       | kiesett  | kiesett  |
| I Dzsanghjong                                                                  | Korlát           | 9,575     | 19.***    | kiesett  | kiesett  |
| I Dzsanghjong                                                                  | Nyújtó           | 9,537     | 44.*      | kiesett  | kiesett  |
| I Dzsanghjong                                                                  | Lólengés         | 9,737     | 8.*       | 9,775    | 4.       |
| I Dzsanghjong                                                                  | Egyéni összetett | 28,849    | 83.       | kiesett  | kiesett  |
| Jo Hongcshol                                                                   | Talaj            | 9,575     | 12.*      | kiesett  | kiesett  |
| Jo Hongcshol                                                                   | Ugrás            | 9,687     | 11.       | kiesett  | kiesett  |
| Jo Hongcshol                                                                   | Gyűrű            | 9,500     | 34.*      | kiesett  | kiesett  |
| Jo Hongcshol                                                                   | Egyéni összetett | 28,762    | 85.       | kiesett  | kiesett  |
| Cso Szongmin Csong Dzsinszu I Dzsanghjong I Dzsuhjong Jo Hongcshol Kim Donghva | Csapat összetett | 227,346   | 7.        | kiesett  | kiesett  |

Női
| Versenyző   | Versenyszám      | Selejtező | Selejtező | Döntő    | Döntő    |
| Versenyző   | Versenyszám      | Pontszám  | Helyezés  | Pontszám | Helyezés |
| ----------- | ---------------- | --------- | --------- | -------- | -------- |
| Cshö Miszon | Talaj            | 9,075     | 52.       | kiesett  | kiesett  |
| Cshö Miszon | Ugrás            | 9,056     | 60.*      | kiesett  | kiesett  |
| Cshö Miszon | Felemás korlát   | 8,537     | 78.       | kiesett  | kiesett  |
| Cshö Miszon | Gerenda          | 8,662     | 70.       | kiesett  | kiesett  |
| Cshö Miszon | Egyéni összetett | 35,330    | 57.       | kiesett  | kiesett  |

* - egy másik versenyzővel azonos eredményt ért el

** - két másik versenyzővel azonos eredményt ért el

*** - három másik versenyzővel azonos eredményt ért el

***** - öt másik versenyzővel azonos eredményt ért el

## Úszás
Férfi
| Versenyző     | Versenyszám    | Előfutam | Előfutam | Előfutam | Elődöntő | Elődöntő | Elődöntő | Döntő   | Döntő    |
| Versenyző     | Versenyszám    | Idő      | Hely.    | Össz.    | Idő      | Hely.    | Össz.    | Idő     | Helyezés |
| ------------- | -------------- | -------- | -------- | -------- | -------- | -------- | -------- | ------- | -------- |
| Kim Minszok   | 50 m gyors     | 22,82    | 2.       | 17.*     | kiesett  | kiesett  | kiesett  | kiesett | kiesett  |
| Kim Minszok   | 100 m gyors    | 50,49    | 2.       | 24.      | kiesett  | kiesett  | kiesett  | kiesett | kiesett  |
| U Cshol       | 200 m gyors    | 1:53,02  | 2.       | 29.      | kiesett  | kiesett  | kiesett  | kiesett | kiesett  |
| U Cshol       | 400 m gyors    | 3:58,31  | 1.       | 27.      |          |          |          | kiesett | kiesett  |
| Cso Szongmo   | 1500 m gyors   | 15:50,45 | 8.       | 33.      |          |          |          | kiesett | kiesett  |
| Szong Min     | 100 m hát      | 57,15    | 1.       | 31.      | kiesett  | kiesett  | kiesett  | kiesett | kiesett  |
| I Dzsongmin   | 200 m hát      | 2:07,14  | 7.       | 39.      | kiesett  | kiesett  | kiesett  | kiesett | kiesett  |
| Cso Kjonghvan | 100 m mell     | 1:04,71  | 5.       | 45.      | kiesett  | kiesett  | kiesett  | kiesett | kiesett  |
| Cso Kjonghvan | 200 m mell     | 2:19,16  | 1.       | 29.      | kiesett  | kiesett  | kiesett  | kiesett | kiesett  |
| Han Gjucshol  | 200 m pillangó | 1:59,85  | 6.       | 19.      | kiesett  | kiesett  | kiesett  | kiesett | kiesett  |
| Han Gjucshol  | 200 m vegyes   | 2:06,42  | 3.       | 33.      | kiesett  | kiesett  | kiesett  | kiesett | kiesett  |
| Kim Banghjon  | 400 m vegyes   | 4:28,56  | 7.       | 33.      |          |          |          | kiesett | kiesett  |

Női
| Versenyző                                     | Versenyszám            | Előfutam | Előfutam | Előfutam | Elődöntő | Elődöntő | Elődöntő | Döntő   | Döntő    |
| Versenyző                                     | Versenyszám            | Idő      | Hely.    | Össz.    | Idő      | Hely.    | Össz.    | Idő     | Helyezés |
| --------------------------------------------- | ---------------------- | -------- | -------- | -------- | -------- | -------- | -------- | ------- | -------- |
| Csang Hidzsin                                 | 50 m gyors             | 26,88    | 8.       | 41.*     | kiesett  | kiesett  | kiesett  | kiesett | kiesett  |
| Csang Hidzsin                                 | 100 m gyors            | 58,77    | 8.       | 40.      | kiesett  | kiesett  | kiesett  | kiesett | kiesett  |
| No Dzsuhi                                     | 200 m gyors            | 2:07,21  | 8.       | 33.      | kiesett  | kiesett  | kiesett  | kiesett | kiesett  |
| No Dzsuhi                                     | 400 m gyors            | 4:25,66  | 7.       | 37.      |          |          |          | kiesett | kiesett  |
| Szim Mindzsi                                  | 100 m hát              | 1:03,20  | 2.       | 19.*     | kiesett  | kiesett  | kiesett  | kiesett | kiesett  |
| Cshö Szumin                                   | 200 m hát              | 2:26,42  | 8.       | 35.      | kiesett  | kiesett  | kiesett  | kiesett | kiesett  |
| Pjon Hjejong                                  | 100 m mell             | 1:11,64  | 7.       | 25.      | kiesett  | kiesett  | kiesett  | kiesett | kiesett  |
| Ku Hjodzsin                                   | 200 m mell             | 2:28,21  | 6.       | 11.      | 2:28,50  | 6.       | 11.      | kiesett | kiesett  |
| I Boun                                        | 100 m pillangó         | 1:02,22  | 3.       | 35.      | kiesett  | kiesett  | kiesett  | kiesett | kiesett  |
| Nam Juszon                                    | 200 m vegyes           | 2:22,53  | 4.       | 27.      | kiesett  | kiesett  | kiesett  | kiesett | kiesett  |
| I Dzsihjon                                    | 400 m vegyes           | 4:58,94  | 7.       | 23.      |          |          |          | kiesett | kiesett  |
| Csang Hidzsin Ku Hjodzsin I Boun Szim Mindzsi | 4 × 100 m vegyes váltó | 4:16,93  | 6.       | 17.      |          |          |          | kiesett | kiesett  |

* - egy másik versenyzővel azonos eredményt ért el

## Vitorlázás
Férfi
| Versenyző                | Versenyszám     | Futam | Futam | Futam | Futam | Futam | Futam | Futam | Futam  | Futam  | Futam | Futam | Pontszám | Helyezés |
| Versenyző                | Versenyszám     | 1     | 2     | 3     | 4     | 5     | 6     | 7     | 8      | 9      | 10    | 11    | Pontszám | Helyezés |
| ------------------------ | --------------- | ----- | ----- | ----- | ----- | ----- | ----- | ----- | ------ | ------ | ----- | ----- | -------- | -------- |
| Ok Tokphil               | Szörfvitorlázás | 21    | (28)  | 12    | 4     | 16    | 18    | 14    | 24     | 20     | 23    | (25)  | 152,0    | 21.      |
| Kim Dejong Csong Szongan | 470-es osztály  | 16,0  | 16,0  | 13,0  | 10,0  | 16,0  | 17,0  | 13,0  | (30,0) | (20,0) | 12,0  | 12,0  | 125,0    | 15.      |

Női
| Versenyző  | Versenyszám     | Futam | Futam | Futam | Futam | Futam | Futam | Futam | Futam | Futam | Futam | Futam | Pontszám | Helyezés |
| Versenyző  | Versenyszám     | 1     | 2     | 3     | 4     | 5     | 6     | 7     | 8     | 9     | 10    | 11    | Pontszám | Helyezés |
| ---------- | --------------- | ----- | ----- | ----- | ----- | ----- | ----- | ----- | ----- | ----- | ----- | ----- | -------- | -------- |
| Csu Szunan | Szörfvitorlázás | 12    | 11    | 6     | 16    | (18)  | 14    | 16    | 14    | 7     | (19)  | 14    | 110,0    | 13.      |

Nyílt
| Versenyző | Versenyszám | Futam | Futam | Futam | Futam | Futam | Futam | Futam | Futam | Futam | Futam | Futam | Pontszám | Helyezés |
| Versenyző | Versenyszám | 1     | 2     | 3     | 4     | 5     | 6     | 7     | 8     | 9     | 10    | 11    | Pontszám | Helyezés |
| --------- | ----------- | ----- | ----- | ----- | ----- | ----- | ----- | ----- | ----- | ----- | ----- | ----- | -------- | -------- |
| Kim Hogon | Laser       | 23    | 15    | 26    | 28    | (34)  | (37)  | 28    | 20    | 15    | 7     | 19    | 181,0    | 26.      |

## Vívás
Férfi
| Versenyző                         | Versenyszám       | Selejtező                    | 32-es főtábla                            | Nyolcaddöntő                 | Negyeddöntő                                                                            | Elődöntő                                                                                       | Bronz- mérkőzés                                                    | Döntő                      | Helyezés |
| Versenyző                         | Versenyszám       | Ellenfél Eredmény            | Ellenfél Eredmény                        | Ellenfél Eredmény            | Ellenfél Eredmény                                                                      | Ellenfél Eredmény                                                                              | Ellenfél Eredmény                                                  | Ellenfél Eredmény          | Helyezés |
| --------------------------------- | ----------------- | ---------------------------- | ---------------------------------------- | ---------------------------- | -------------------------------------------------------------------------------------- | ---------------------------------------------------------------------------------------------- | ------------------------------------------------------------------ | -------------------------- | -------- |
| Kim Jongho                        | Tőr, egyéni       | erőnyerő                     | Brice Guyart (FRA) · 15-13               | Cliff Bayer (USA) · 15-14    | Szerhij Holubickij (UKR) · 15-5                                                        | Dmitrij Sevcsenko (RUS) · 15-14                                                                |                                                                    | Ralf Bißdorf (GER) · 15-14 |          |
| I Szanggi                         | Párbajtőr, egyéni | erőnyerő                     | Marc-Konstantin Steifensand (GER) · 15-8 | Mauricio Rivas (COL) · 15-13 | Éric Srecki (FRA) · 15-14                                                              | Pavel Kolobkov (RUS) · 9-13                                                                    | Marcel Fischer (SUI) · 15-14                                       |                            |          |
| I Szangjop                        | Párbajtőr, egyéni | erőnyerő                     | Vital Zaharav (BLR) · 15-14              | Pavel Kolobkov (RUS) · 8-15  | kiesett                                                                                | kiesett                                                                                        | kiesett                                                            | kiesett                    | 12.      |
| Jang Nöszong                      | Párbajtőr, egyéni | erőnyerő                     | Marcel Fischer (SUI) · 12-13             | kiesett                      | kiesett                                                                                | kiesett                                                                                        | kiesett                                                            | kiesett                    | 25.      |
| I Szungvon                        | Kard, egyéni      | Laurent Waller (SUI) · 15-13 | Ferjancsik Domonkos (HUN) · 4-15         | kiesett                      | kiesett                                                                                | kiesett                                                                                        | kiesett                                                            | kiesett                    | 32.      |
| I Szanggi I Szangjop Jang Nöszong | Párbajtőr, csapat |                              |                                          | erőnyerő                     | Fehéroroszország (BLR) · Vital Zaharav · Andrej Muraska · Uladzimir Pcsenyikin · 45-44 | Olaszország (ITA) · Angelo Mazzoni · Paolo Milanoli · Alfredo Rota · Maurizio Randazzo · 43-44 | Kuba (CUB) · Carlos Pedroso · Iván Trevejo · Nelson Loyola · 31-45 |                            | 4.       |

Női
| Versenyző      | Versenyszám       | Selejtező               | 32-es főtábla                  | Nyolcaddöntő      | Negyeddöntő       | Elődöntő          | Bronz- mérkőzés   | Döntő             | Helyezés |
| Versenyző      | Versenyszám       | Ellenfél Eredmény       | Ellenfél Eredmény              | Ellenfél Eredmény | Ellenfél Eredmény | Ellenfél Eredmény | Ellenfél Eredmény | Ellenfél Eredmény | Helyezés |
| -------------- | ----------------- | ----------------------- | ------------------------------ | ----------------- | ----------------- | ----------------- | ----------------- | ----------------- | -------- |
| Szo Midzsong   | Tőr, egyéni       | Jujie Luan (CAN) · 15-8 | Valentina Vezzali (ITA) · 3-15 | kiesett           | kiesett           | kiesett           | kiesett           | kiesett           | 30.      |
| Ko Dzsongdzson | Párbajtőr, egyéni | erőnyerő                | Tatyjana Logunova (RUS) · 9-15 | kiesett           | kiesett           | kiesett           | kiesett           | kiesett           | 22.      |